# Broń pancerna w II Rzeczypospolitej

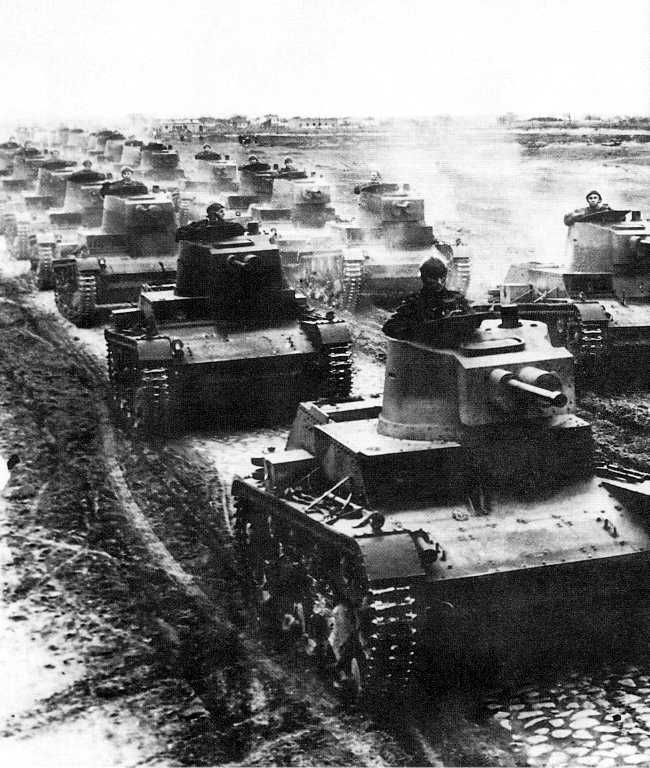
Czołgi 7TP na manewrach

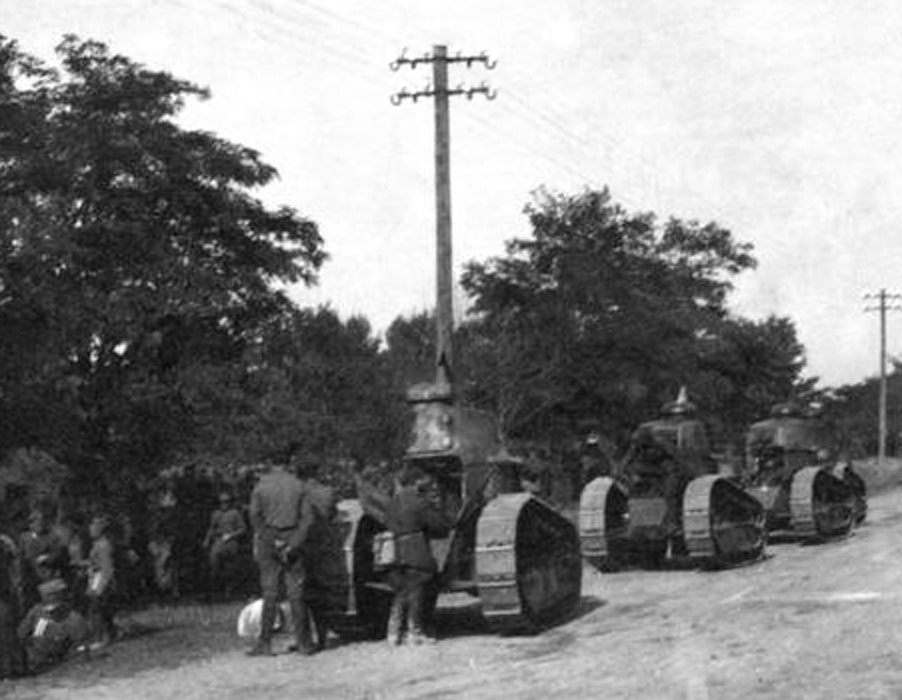
Czołgi 1 pułku pod Lwowem w 1919 roku, w czasie wojny polsko-ukraińskiej

Bronie pancerne w II Rzeczypospolitej – rodzaj wojsk Sił Zbrojnych II RP wyposażony w czołgi, tankietki, samochody pancerne oraz pociągi pancerne.

## Historia

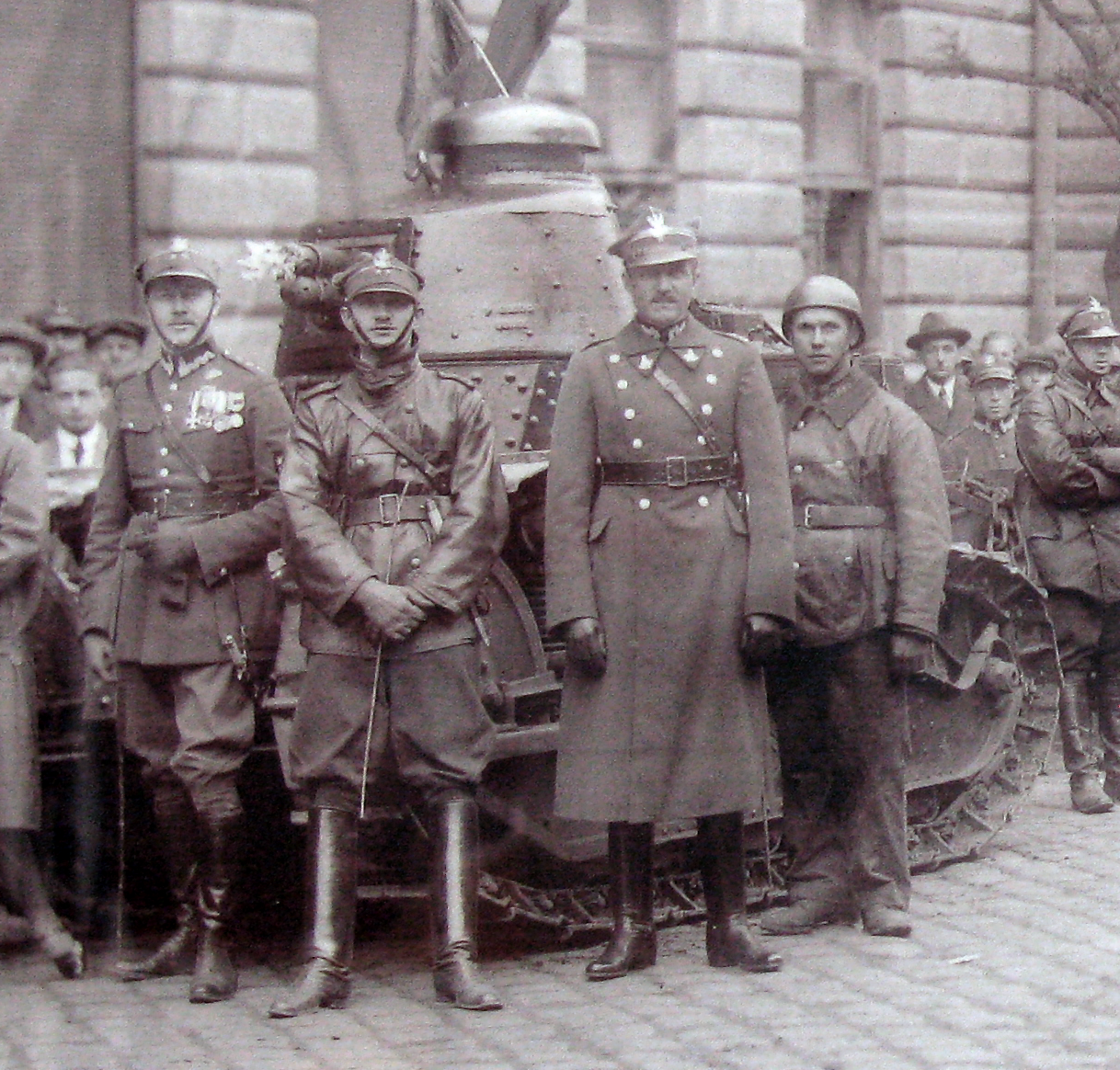
Polski FT-17 z załogą w czasie defilady w Przemyślu

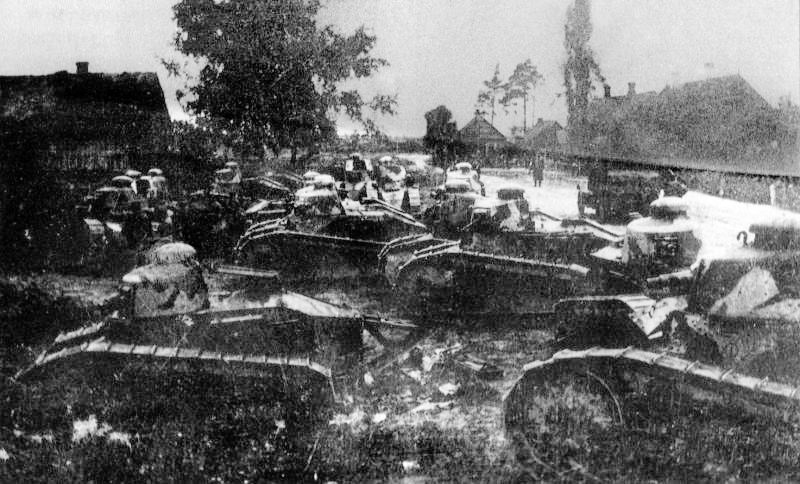
Polskie czołgi FT-17 z 1 Pułku Czołgów podczas zmagań z Armią Czerwoną w czasie Bitwy pod Dyneburgiem, 1920

### Geneza
Pierwszą pancerną jednostkę regularnego Wojska Polskiego utworzono już 1919 roku w Armii Polskiej gen. Hallera we Francji. Był to 1 Pułk Czołgów, wyposażony w 120 francuskich czołgów FT-17. 17 czerwca tego roku pułk ten wraz z całym wyposażeniem powrócił do Polski z Francji w składzie armii gen. Hallera. Na garnizon pułku wyznaczono Łódź, gdzie wyładowany został transport 120 czołgów w tym 72 wyposażone w armaty i 48 w karabiny maszynowe. Dawało to wówczas polskim siłom zbrojnym prawdopodobnie czwarte miejsce na świecie pod względem posiadanych sił pancernych.

### Wojny o granice 1919–1920
Po zakończeniu I wojny światowej w czasie serii konfliktów militarnych mających na celu utworzenie niepodległego państwa polskiego znanych jako wojny o granice oprócz francuskich czołgów pojawiło się również w polskich siłach zbrojnych szereg improwizowanych wozów pancernych. W czasie wojny polsko-ukraińskiej 1918–1919 we Lwowie utworzony został Związek Aut Pancernych w skład którego wchodziły min. „Tank Piłsudskiego” oraz Kresowiec.
W latach 1918–1919 w czasie powstania wielkopolskiego powstańcy zdobyli wozy oraz pociągi pancerne, które wykorzystywane były przez Polaków w jego trakcie, jak również w późniejszych konfliktach. Niemiecki samochód pancerny przemianowany później na „Grudzielski” został zdobyty 7 lutego 1919 przez kompanię rogozińską w czasie walk w okolicach Chodzieży. 16 lutego 1919 roku w bitwie pod Rynarzewem powstańcy zdobyli pod dowództwem Jana Tomaszewskiego pociąg pancerny „Danuta”.
Broń pancerną szeroko stosowali również powstańcy w czasie III powstania śląskiego mającego na celu przyłączenie Śląska do Polski. W czasie tych działań użyto szeregu pociągów pancernych, a także improwizowanych wozów pancernych takich jak np. „Korfanty”, Powstaniec, Doliwa, Ślązak, Woźniak-Walerus, Górny Śląsk-Alzacja.
Broń pancerną stosowano również w czasie wojny polsko-bolszewickiej. Oprócz francuskich czołgów polska armia w konflikcie z Rosją sowiecką wykorzystywała także pociągi pancerne oraz 20 szt. zdobycznych wozów pancernych Putiłow-Austin, które zostały wycofane ze służby po roku 1930. Polska armia w tym okresie wykorzystywała również trzy zdobyte na Armii Czerwonej wozy pancerne typu Garford-Putiłow nazwane „Dziadek”, „Generał Szeptycki” oraz „Zagłoba”. Pojawiły się również improwizowane wozy pancerne jak np. „Lwowskie dziecko”. W okresie tym Polska wyprodukowała także ok. 17 szt. własnych samochodów pancernych Ford FT-B inż. Tadeusza Tańskiego. Była to konstrukcja oparta na podwoziu samochodu Ford

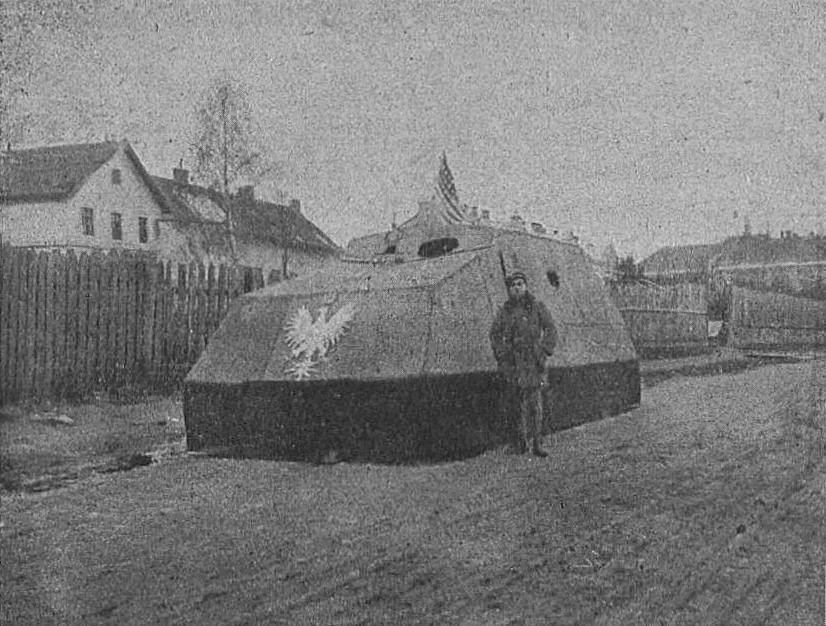
Tank Piłsudskiego w czasie obrony Lwowa 1918–1919.
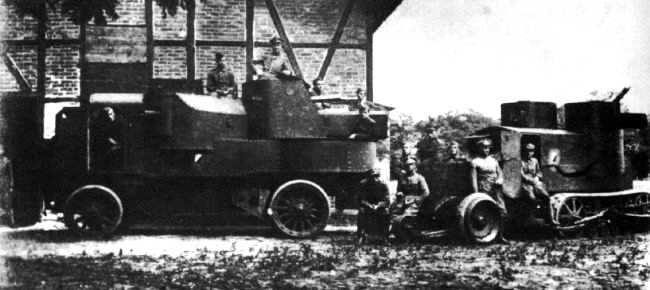
Garford-Putiłow „Dziadek” zdobyty w czasie wojny polsko-bolszewickiej
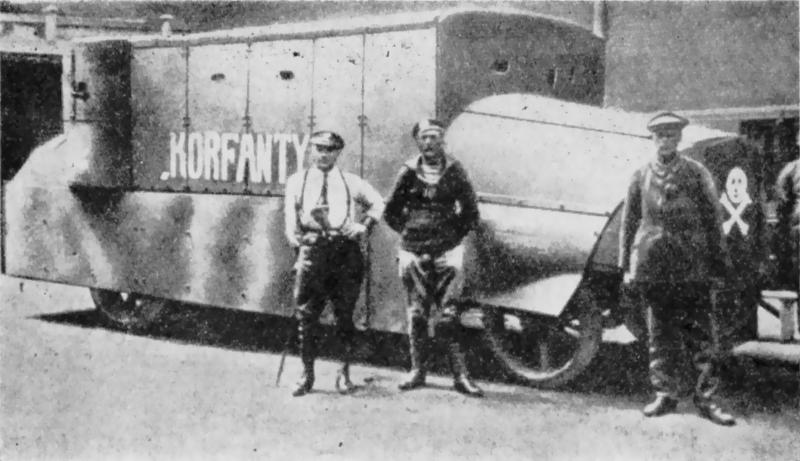
Samochód pancerny „Korfanty” z okresu III powstania śląskiego 1921.
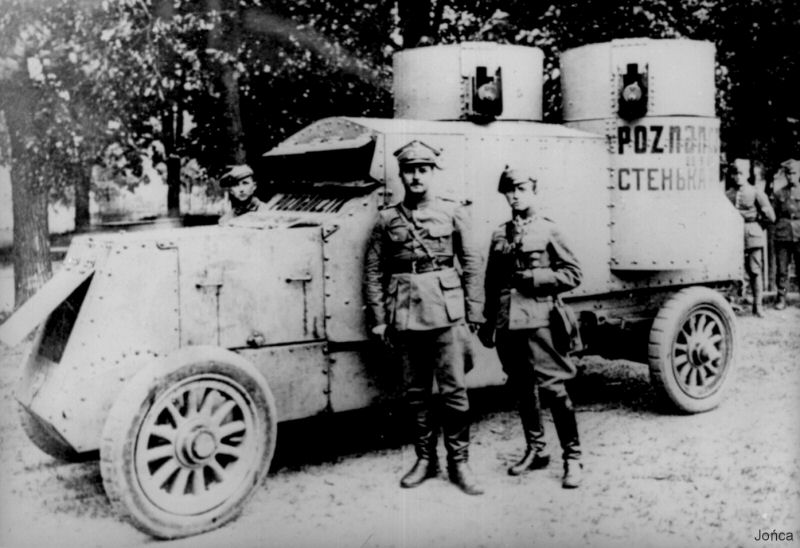
Putiłow-Austin «Poznańczyk», wojna polsko-bolszewicka 1920.

### Dwudziestolecie międzywojenne

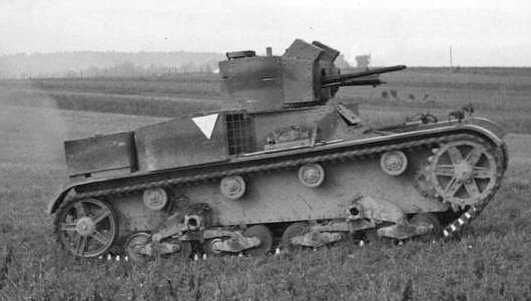
Polski zmodernizowany czołg lekki Vickers Mark E typ A z 13,2 mm karabinem maszynowym Hotchkiss wz. 30 w lewej wieży podczas ćwiczeń na poligonie

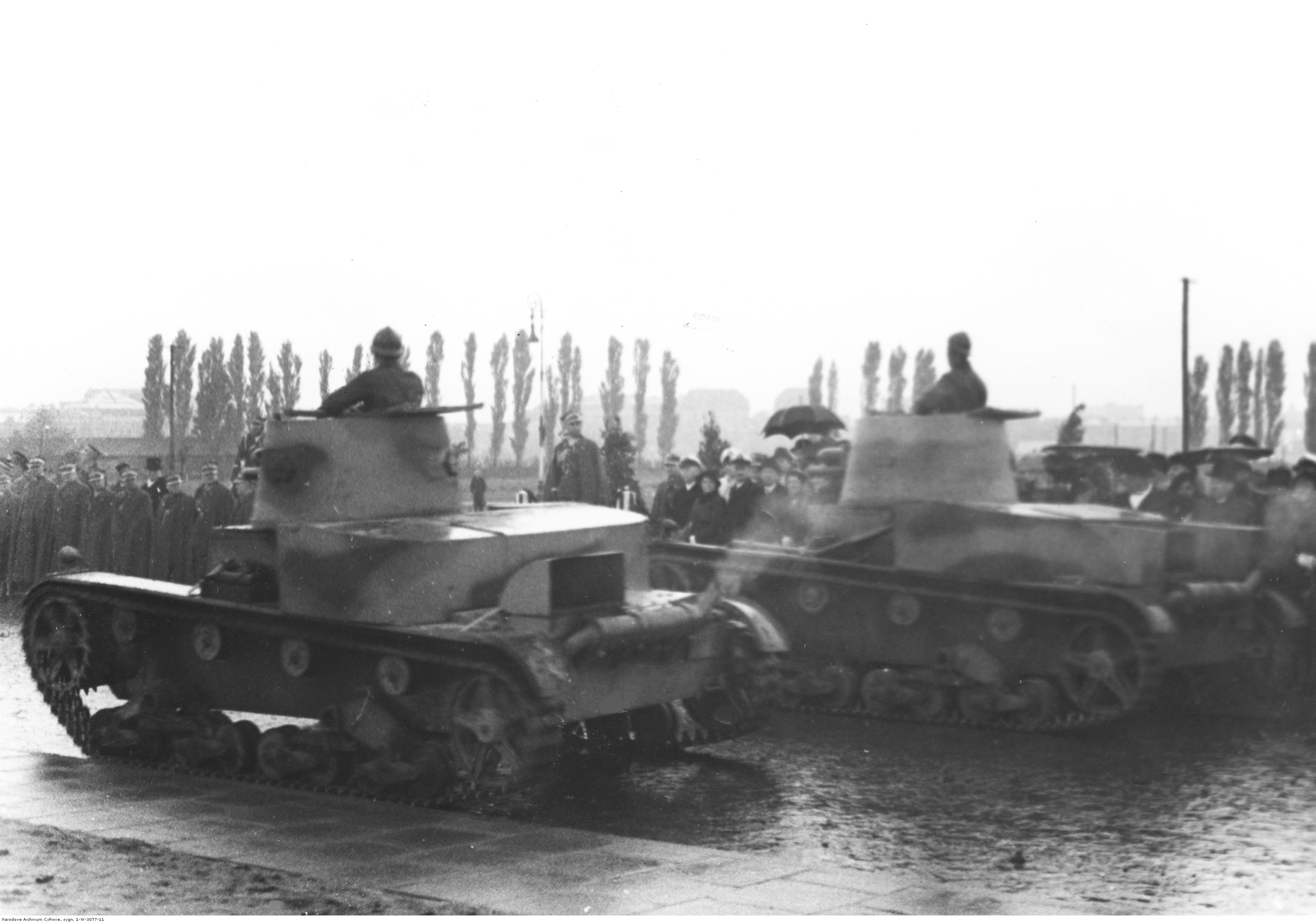
Czołgi Vickers Mark E typ B na defiladzie; maj 1938

Do 1925 roku w polskiej armii na szczeblu Ministerstwa Spraw Wojskowych nie było wydzielonego pionu zajmującego się bronią pancerną. Jako broń techniczna była ona podporządkowana wraz z transportem samochodowym oraz taborem kolejowym Departamentowi Technicznemu Ministerstwa Spraw Wojskowych. Według raportu Pawła Dybienki, szefa artylerii i logistyki w sztabie generalnym Armii Czerwonej, z marca 1927 (przed rozpoczęciem produkcji czołgów przez ZSRR w tym samym roku) Polska miała wówczas znacznie więcej czołgów od ZSRR i były one przydzielane do każdego batalionu piechoty o zadaniach ofensywnych. 15 maja 1930 roku Minister Spraw Wojskowych rozkazem L.dz. 226/tjn. połączył formacje czołgów, samochodów pancernych i pociągów pancernych w nowy rodzaj wojsk – bronie pancerne wydzielając je z ogółu środków technicznych używanych przez wojsko polskie. Przy sztabie dowodzenia utworzone zostało dedykowane mu Dowództwo Broni Pancernych.

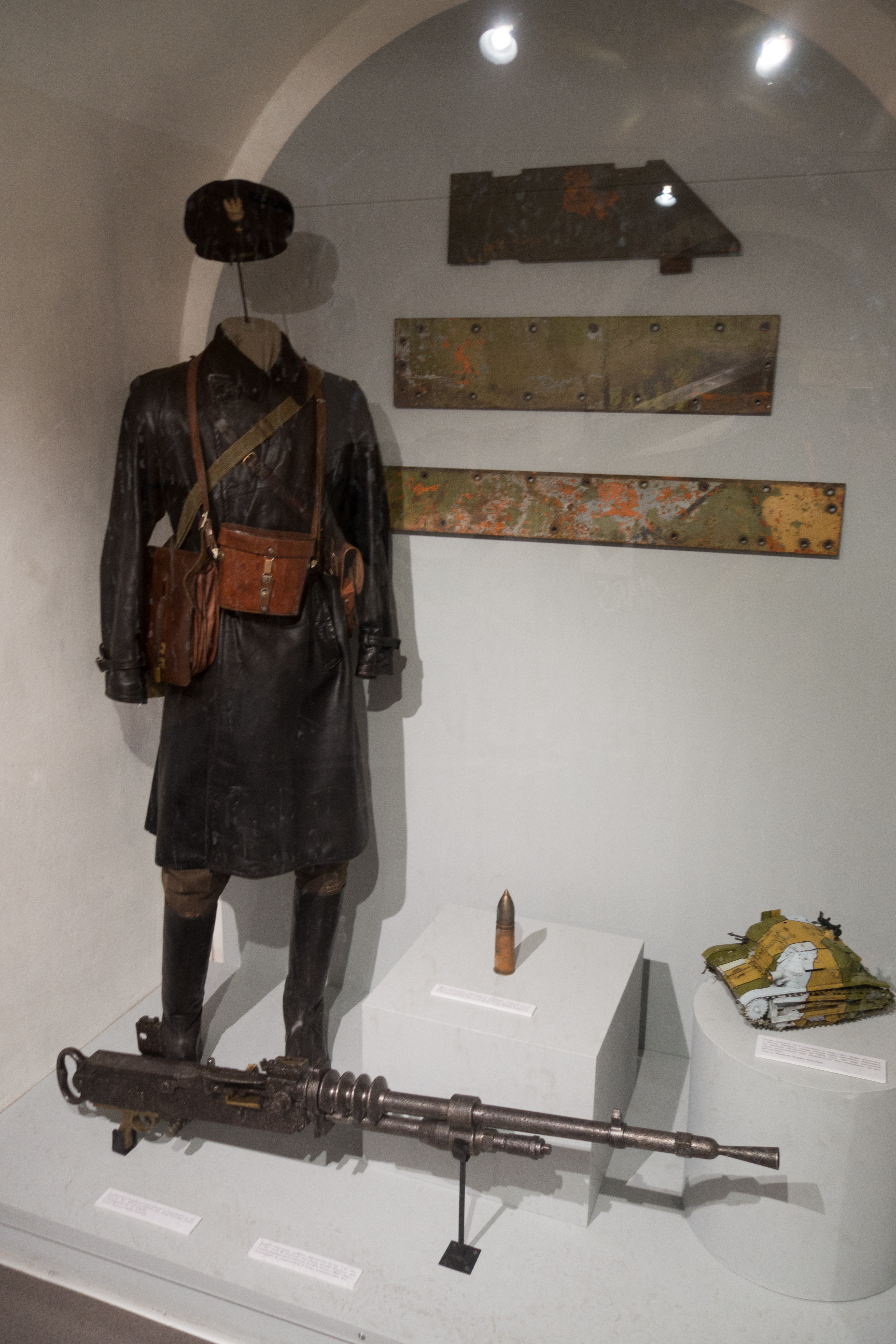
Mundur podporucznika broni pancernych z czasów II RP, kurtka skórzana wz. 36, beret wz. 36, kabura do pistoletu VIS, torba oficerska, lornetka w Muzeum Polskiej Techniki Wojskowej

Do tego czasu formacje czołgów wchodziły w skład piechoty, formacje samochodów pancernych w skład kawalerii, natomiast pociągi pancerne podporządkowane były saperom kolejowym, a pod względem wyszkolenia – artylerii. Cztery lata później w skład broni pancernych włączone zostały wojska samochodowe. Bronie pancerne wchodziły w skład wojska, jak wówczas nazywano wojska lądowe. Razem z saperami i łącznością tworzyły tzw. bronie techniczne. Dopiero w 1937 roku wyodrębniony został korpus osobowy broni pancernych. Wcześniej żołnierze pełniący służbę w broniach pancernych zaliczeni byli do korpusów osobowych broni, z których się wywodzili.
Wiosną 1937 wprowadzona została reorganizacja kawalerii, w wyniku czego rozpoczęto przekształcanie jednostek kawaleryjskich w zmotoryzowane. Dla przykładu 10 Brygada Kawalerii została całkowicie zmotoryzowana i wyposażono ją w motocykle, działa, tankietki typu TKS, czołgi typu Vickers E i czołgi 7TP. W 1938 zmotoryzowany został również 1 Pułk Strzelców Konnych i razem z 24. Pułkiem Ułanów, 10. Pułkiem Strzelców Konnych i 10 Dywizjonem Artylerii Konnej podporządkowany Dowództwu Broni Pancernych. Z jednostek tych utworzono dwa zgrupowania pancerne 10 Brygadę Kawalerii oraz Warszawską Brygadę Pancerno-Motorową. W momencie wybuchu II wojny światowej armia polska posiadała jeszcze przestarzałe wówczas czołgi FT-17. Zostały one użyte w składzie trzech kompanii czołgów lekkich (wolnobieżnych) oraz jako drezyny pancerne w składzie pociągów pancernych.

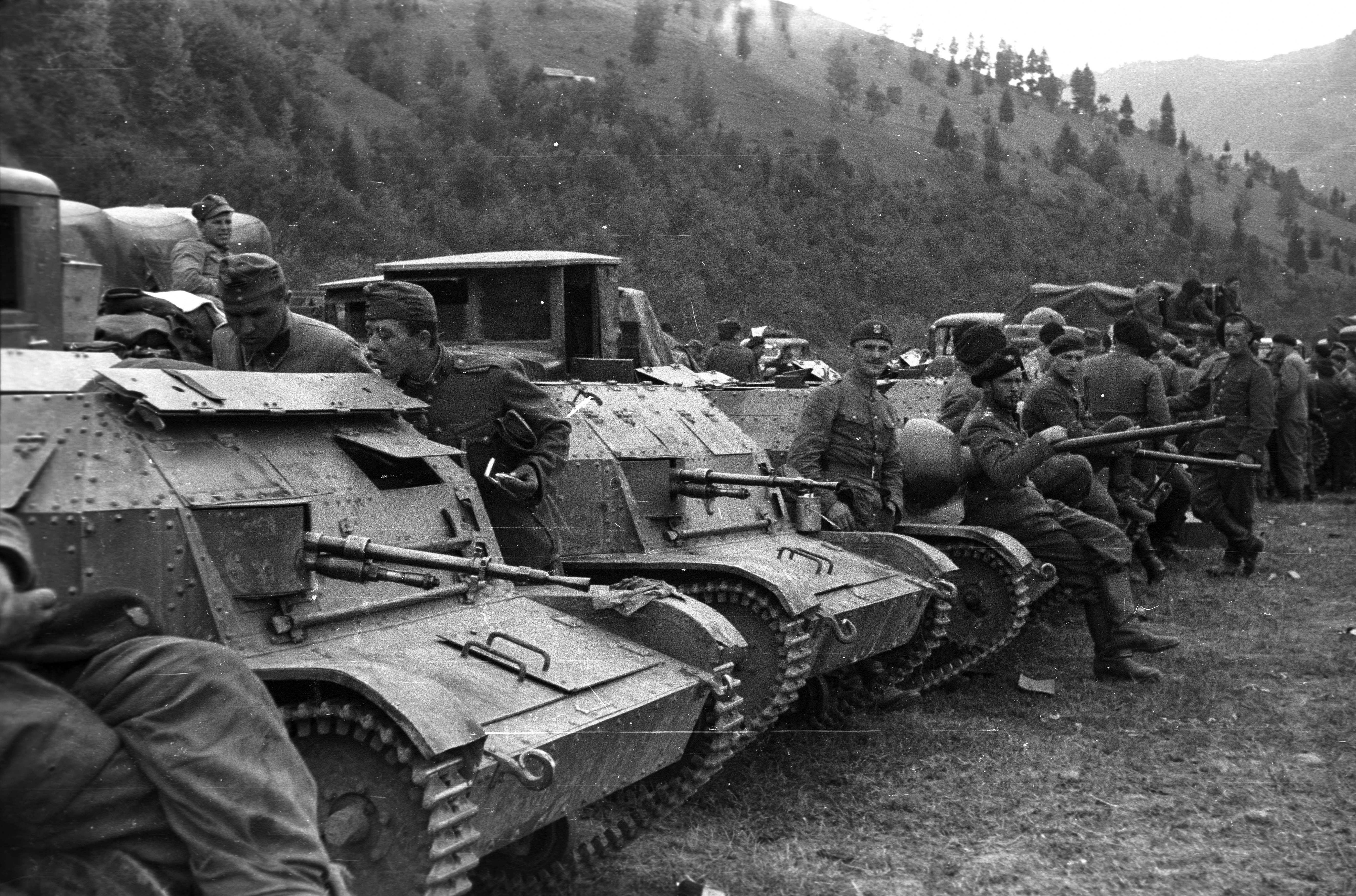
Polscy pancerniacy po przegranej kampanii wrześniowej internowani na Węgrzech

Pomimo dużego wysiłku międzywojennego państwa polskiego w kierunku modernizacji wojska, zrealizowano ją w ograniczonym zakresie. Ze względu na ogromne koszty, rozwój broni pancernej miał wtedy wymiary niewystarczające w stosunku do rzeczywistych potrzeb obronnych. Według Stefana Mossora, wystawienie jednej wielkiej jednostki pancerno-silnikowej kosztowało w 1938 roku ok. 100 mln złotych (nie licząc kosztów utrzymania takich jak paliwo, części zamienne itp.) Koszt wyprodukowania jednego czołgu 7TP bez uzbrojenia wynosił w 1938 roku ok. 181 500 zł, a z uzbrojeniem 231 000 zł. Koszt wystawienia jednego batalionu, który składał się z 3 kompanii tych czołgów wraz z amunicją oraz garażami, wynosił 18 830 000 zł. Koszty utworzenia nowoczesnej armii odpowiednio nasyconej tego typu środkami technicznymi przekraczały możliwości przedwojennej gospodarki polskiej oraz budżetu państwa.

## Broń i sprzęt

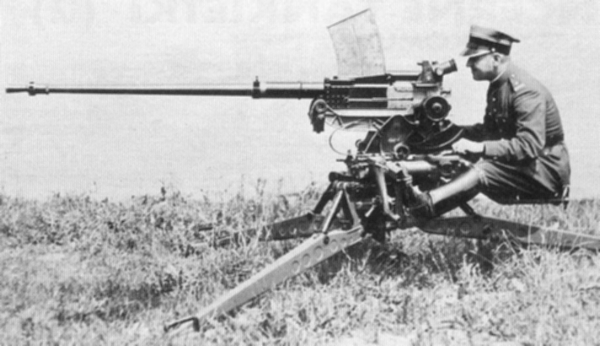
Karabin maszynowy wz. 38FK, w który uzbrajano TKSy, był zdolny przebić pancerz wszystkich niemieckich czołgów w 1939 r.

W latach 20. podstawowym samochodem pancernym Wojska polskiego były francuskie samochody pancerne: Citroen-Kegresse oraz Samochód Pancerny Peugeot 1918. Według różnych źródeł Polska zakupiła we Francji 90 szt. samochodów marki Citroen oraz od 18 do 20 szt. samochodów marki Peugeot. Polska armia użytkowała również 20 szt. zdobytych w czasie wojny polsko-bolszewickiej samochodów pancernych konstrukcji rosyjskiej Putiłow-Austin, a także samochodu pancernego produkcji polskiej Ford FT-B konstrukcji Tadeusza Tańskiego. Podstawowym czołgiem w tym okresie był francuski Renault FT 17. W 1929 roku Polska armia zakupiła również 10 lub 11 szt. brytyjskich tankietek Vickers Carden Loyd Mark VI.
W latach 30. po modernizacji polska broń pancerna składała się z dwóch polskich konstrukcji tankietki TKS oraz czołgu 7 TP będących podstawą polskich sił pancernych. 7TP był unowocześnioną modyfikacją czołgu angielskiego Vickers E. Był on pierwszym seryjnie produkowanym czołgiem z wysokoprężnym silnikiem Diesla, a także pierwszym wozem bojowym z peryskopem odwracalnym konstrukcji Rudolfa Gundlacha. W chwili wybuchu wojny stanowił on jedną z najbardziej udanych konstrukcji w zakresie broni pancernej jednak wyprodukowano go jedynie około 140 szt. Na bazie tego czołgu polscy inżynierowie pracowali nad nowymi konstrukcjami pancernymi projektując również cięższe prototypy jak czołg 9TP, 10TP, 14TP czy 20/25TP. Konstrukcją, która miała zastąpić tankietki TKS, był prototypowy czołg polski 4TP.
Polskie dowództwo starało się uzupełnić niedostatek broni pancernej, modernizując przestarzałe już tankietki TKS, wyposażając je w najcięższe karabiny maszynowe kalibru 20 mm nkm wz. 38FK, które były zdolne do przebicia pancerzy niemieckich czołgów. Podjęto również decyzję importu zachodnich konstrukcji broni pancernych jak czołgi Vickers E oraz francuskie Renault R-35 i Hotchkiss H-35.
W 1939 roku w jednostkach broni pancernej znajdowało się 313 czołgów lekkich (132 7-TP, 102 Renault FT-17, 38 Vickers-E, 49-50 Renault R-35), 574 czołgów rozpoznawczych (tankietki TK-3 i TKS) oraz 100 samochodów pancernych (Ursus i sp wz. 34) – w sumie 987 wozów bojowych. Dawało to Polsce 7. miejsce na świecie w ilości broni pancernej po ZSRR (ok. 10 tys.), Niemczech (3,5 tys.), Francji (3,3 tys.), Japonii (1,2 tys.), Wielkiej Brytanii (1150) i Włoszech (1 tys.). Osobną grupą polskiej broni pancernej stanowiły pociągi pancerne.

## Mobilizacja w kampanii wrześniowej

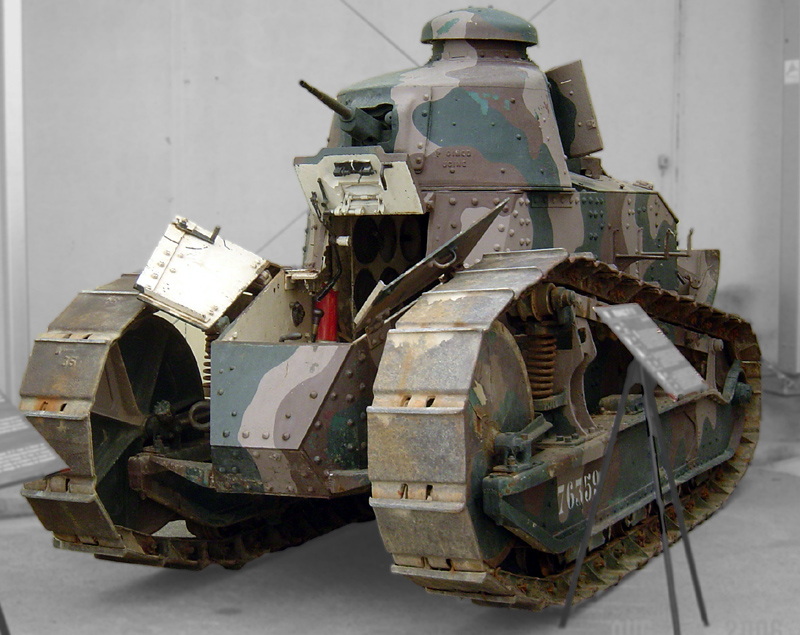
Czołg Renault FT 17

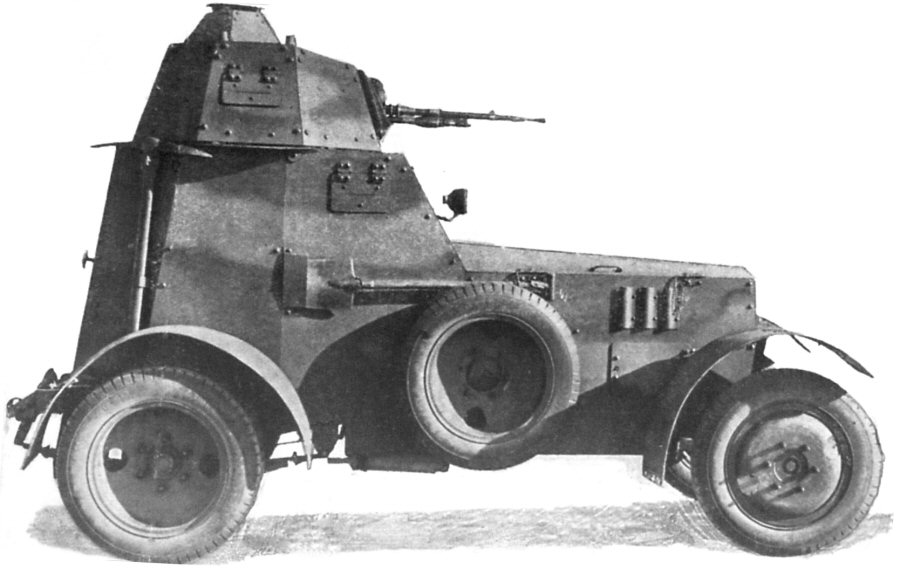
Samochód pancerny wz. 34

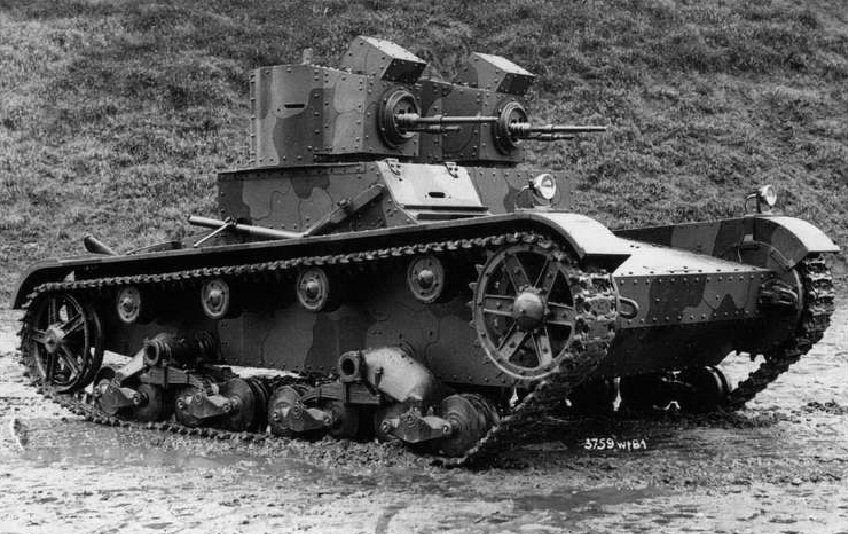
Angielski czołg Vickers E w służbie polskiej przed modernizacją

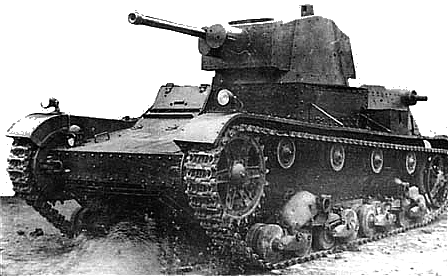
Polski czołg 7TP

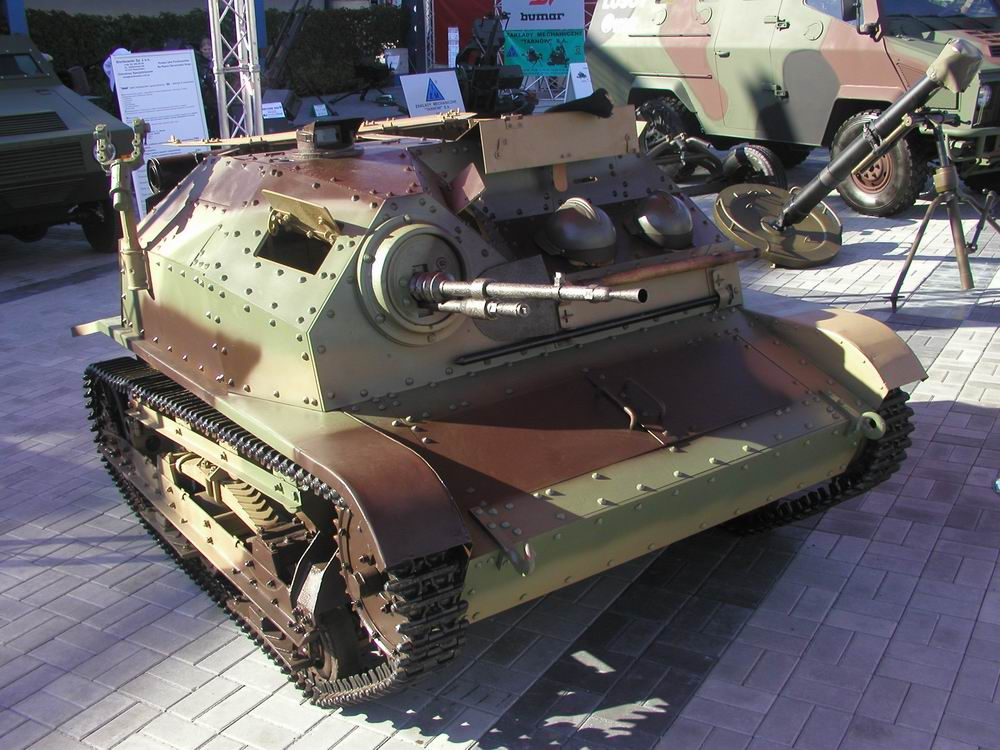
Odrestaurowana tankietka TKS

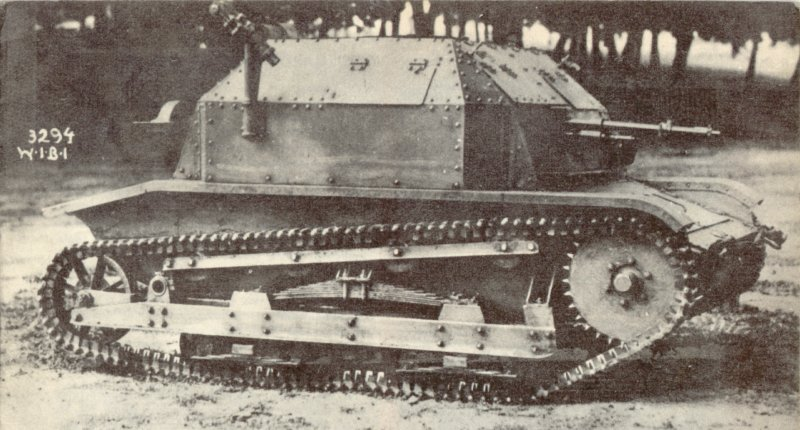
Tankietka w wersji TK-3

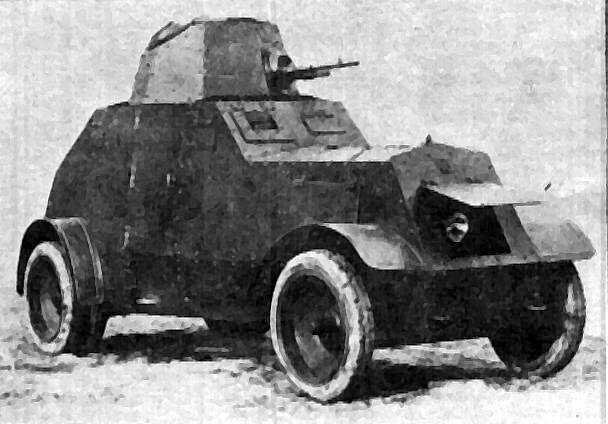
Samochód pancerny Ursus

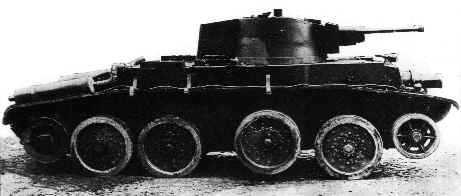
Prototyp czołgu pościgowego PZInż 10TP

Uzbrojenie oddziałów pancernych i motorowych Wojska Polskiego w tankietki TKS i TK-3 oraz czołgi 7TP, Renault R-35, Vickers E, FT-17 w czasie kampanii wrześniowej:
- 1 Batalion Czołgów Lekkich – 49 czołgów 7TP
- 2 Batalion Czołgów Lekkich – 49 czołgów 7TP
- 21 Batalion Czołgów Lekkich – 45 czołgów Renault R-35
- 12 Kompania Czołgów Lekkich – 16 czołgów Vickers E
- 111 Kompania Lekkich Czołgów Wolnobieżnych – 15 czołgów Renault FT-17
- 112 Kompania Lekkich Czołgów Wolnobieżnych – 15 czołgów Renault FT-17
- 113 Kompania Lekkich Czołgów Wolnobieżnych – 15 czołgów Renault FT-17
- 121 Kompania Czołgów Lekkich – 16 czołgów Vickers E
- 1 Kompania Czołgów Lekkich Dowództwa Obrony Warszawy – 11 czołgów 7TP w wersji dwuwieżowej
- 2 Kompania Czołgów Lekkich Dowództwa Obrony Warszawy – 11 czołgów 7TP z bieżącej produkcji Państwowych Zakładów Inżynierii PZInż, które według niektórych źródeł[jakich?] uznaje się za wersje zmodernizowane 9TP
- 11 Dywizjon Pancerny – 13 tankietek TK-3 oraz 8 samochodów pancernych wz. 29
- 21 Dywizjon Pancerny – 13 tankietek TKS oraz 8 samochodów pancernych wz. 34-II
- 31 Dywizjon Pancerny – 13 tankietek TKS oraz 8 samochodów pancernych wz. 34-II
- 32 Dywizjon Pancerny – 13 tankietek TKS oraz 8 samochodów pancernych wz. 34-II
- 33 Dywizjon Pancerny – 13 tankietek TKS oraz 8 samochodów pancernych wz. 34-II
- 51 Dywizjon Pancerny – 13 tankietek TK-3 oraz 8 samochodów pancernych wz. 34
- 61 Dywizjon Pancerny – 13 tankietek TKS oraz 8 samochodów pancernych wz. 34-II
- 62 Dywizjon Pancerny – 13 tankietek TKS oraz 8 samochodów pancernych wz. 34-II
- 71 Dywizjon Pancerny – 13 tankietek TK-3 (w tym 4 szt. z działkiem 20 mm) oraz 8 samochodów pancernych wz. 34
- 81 Dywizjon Pancerny – 13 tankietek TK-3 (w tym 3 szt. z działkiem 20 mm) oraz 8 samochodów pancernych wz. 34
- 91 Dywizjon Pancerny – 13 tankietek TK-3 oraz 8 samochodów pancernych wz. 34
- 11 Kompania Czołgów Rozpoznawczych – 13 tankietek TKS (w tym 4 szt. z działkiem 20 mm)
- 31 Samodzielna Kompania Czołgów Rozpoznawczych – 13 tankietek TKS
- 32 Samodzielna Kompania Czołgów Rozpoznawczych – 13 tankietek TKS
- 41 Samodzielna Kompania Czołgów Rozpoznawczych – 13 tankietek TK-3
- 42 Samodzielna Kompania Czołgów Rozpoznawczych – 13 tankietek TK-3
- 51 Samodzielna Kompania Czołgów Rozpoznawczych – 13 tankietek TK-3
- 52 Samodzielna Kompania Czołgów Rozpoznawczych – 13 tankietek TK-3
- 61 Samodzielna Kompania Czołgów Rozpoznawczych – 13 tankietek TKS
- 62 Samodzielna Kompania Czołgów Rozpoznawczych – 13 tankietek TKS
- 63 Samodzielna Kompania Czołgów Rozpoznawczych – 13 tankietek TKS
- 71 Samodzielna Kompania Czołgów Rozpoznawczych – 13 tankietek TK-3
- 72 Samodzielna Kompania Czołgów Rozpoznawczych – 13 tankietek TK-3
- 81 Samodzielna Kompania Czołgów Rozpoznawczych – 13 tankietek TK-3
- 82 Samodzielna Kompania Czołgów Rozpoznawczych – 13 tankietek TK-3
- 91 Samodzielna Kompania Czołgów Rozpoznawczych – 13 tankietek TK-3
- 92 Samodzielna Kompania Czołgów Rozpoznawczych – 13 tankietek TK-3
- 101 Kompania Czołgów Rozpoznawczych – 13 tankietek TK-3 (w tym 4 szt. z działkiem 20 mm)
- Szwadron Czołgów Rozpoznawczych 10 Brygady Kawalerii – 13 tankietek TKF (w tym 4 szt. z działkiem 20 mm)
- Szwadron Czołgów Rozpoznawczych Warszawskiej Brygady Pancerno-Motorowej – 13 tankietek TKS (w tym 4 szt. z działkiem 20 mm)

## Jednostki pancerne II RP

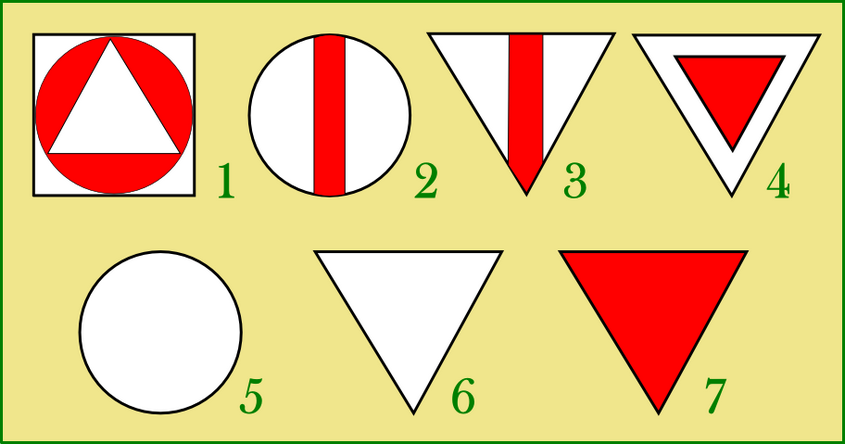
Znaki taktyczne malowane na czołgach

### Pułki pancerne
- 1 pułk czołgów w latach 1919–1933
- 1 pułk pancerny
- 2 pułk pancerny
- 3 pułk pancerny

### Bataliony pancerne

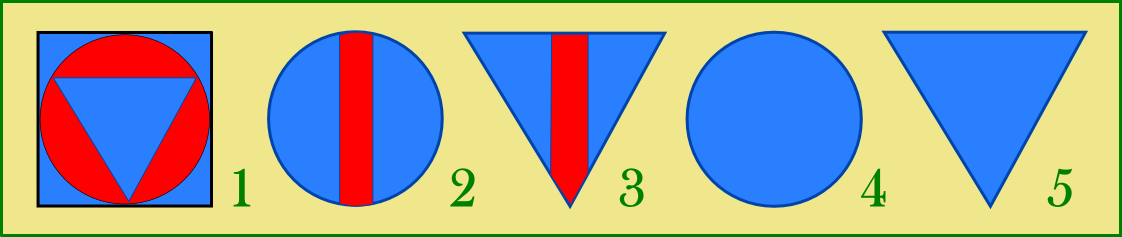
Znaki taktyczne malowane na pojazdach pancernych

- 1 batalion pancerny
- 2 batalion pancerny
- 3 batalion pancerny
- 4 batalion pancerny
- 5 batalion pancerny
- 6 batalion pancerny
- 7 batalion pancerny
- 8 batalion pancerny
- 9 batalion pancerny
- 10 batalion pancerny
- 11 batalion pancerny
- 12 batalion pancerny

## Mundur

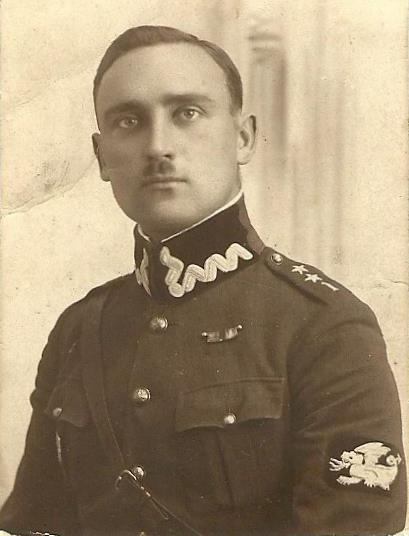
Oficer 1 Pułku Czołgów – por. Stanisław Szostak

Pierwszym umundurowaniem wojsk pancernych II RP był błękitny mundur żołnierzy 1 pułku czołgów przybyłych wraz z Armią Hallera. Było identyczne z wzorami armii francuskiej, lecz z dodaniem pewnych elementów narodowych: czapki rogatywki, orła na czapkach, naramiennikach i na guzikach, a także owalnej wytłoczki z orłem (tzw. blachy) mocowanej na hełmie.
Oznaki stopni noszono na rękawach. Oficerowie i podoficerowie ze złotego galonu, a szeregowi z ciemnoniebieskiej taśmy.
Pierwszym rozkazem ustalającym nowy wzór umundurowania w wolnej Polsce był „Przepis ubioru polowego WP” z 27 grudnia 1919. Czołgiści otrzymali wówczas umundurowanie koloru khaki z oznakami artyleryjskimi.
Do 1930 r. pododdziały czołgów były podporządkowane piechocie i dlatego tak jak piechota nosiły otoki granatowe, a dywizjony samochodów pancernych otoki w barwach pułków kawaleryjskich, w skład których wchodziły. W 1927 r. na wniosek szefa Departamentu Kawalerii brudzące się otoki zmieniono na czarne. Żołnierze pociągów pancernych nosili tak jak artylerzyści otoki barwy ciemnozielonej.
Od 1930 mundur oficera charakteryzował się pomarańczowym otokiem czapki, ciemnymi, granatowymi spodniami wieczorowymi z podwójnym lampasem i wypustką pomarańczową. Mundur podoficerski różnił się pojedynczym lampasem szerokości 4 cm, naszytym na spodniach.
Dla żołnierzy oddziałów samochodów pancernych wprowadzono numer dywizjonu na naramiennikach kurtki i płaszcza.
Od 1 stycznia 1925 r. oficerowie formacji czołgów mieli obowiązek nosić sztylety. Dwa lata później prawo i obowiązek noszenia sztyletu rozszerzone zostało na podoficerów od stopnia sierżanta wzwyż.

### Beret
Beret w Wojsku Polskim pojawił się wraz z przybyciem do kraju Armii gen. Józefa Hallera. Początkowo nosili go kierowcy pojazdów mechanicznych podczas jazdy, przy pracy przy sprzęcie oraz w obrębie koszar. Pierwsze berety były zazwyczaj wykonane z granatowej tkaniny dzianej i przylegały ściśle do głowy. Na berecie mocowano zazwyczaj z przodu godło państwowe (orzełka metalowego), niekiedy także oznaki stopni.
W 1937 został wprowadzony nowy wzór beretu stanowiący nakrycie głowy do ubioru polowego. Wykonany z jednego kawałka czarnej tkaniny dzianej, miał średnicę 29–31 cm. Krawędź obszyta była wewnątrz skórkowym potnikiem. Z przodu, pośrodku naszyty orzeł wysokości 4 cm, haftowany szarą nitką na podkładce z czarnego sukna. Pod godłem umieszczone symetrycznie oznaki stopni wojskowych.

### Hełm
Pierwszym hełmem żołnierzy polskich oddziałów pancernych był zmodyfikowany francuski hełm syst. Adriana wz. 1919. Hełmy tego wzoru były noszone do 1939 roku, z późniejszymi modyfikacjami. Przeróbki polegały na zmniejszeniu przedniego „daszka” i przymocowania w jego miejscu skórzanej poduszki. Istniała odmiana, w której tylny, krótki „daszek” był zastąpiony dłuższym.
Wraz z wprowadzeniem komunikacji radiowej między czołgami, zaprojektowano w latach 30. nowy wzór hełmu o głębokim dzwonie, pokrytym czarną skórą, z wbudowanymi słuchawkami oraz kablem do włączania do sieci radiowej.
W 10 Brygadzie Kawalerii (zmotoryzowanej w 1937) większość personelu nosiła hełmy niemieckie

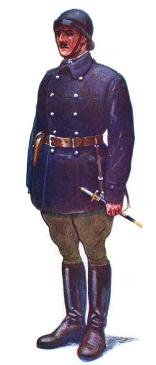
Starszy sierżant czołgów w mundurze polowym z 1935 roku

### Kurtka skórzana
To jeden z atrybutów broni pancernych. Była noszona już przez żołnierzy 1 pułku czołgów Armii Polskiej we Francji. W pierwszych latach II RP nosili ją głównie motocykliści broni pancernych i wojsk samochodowych w czasie wyjazdów. Była to kurtka z czarnej skóry chromowej, przeważnie bez naramienników, z kołnierzem skórzanym zapinanym pod szyją. Rękawy ze ściągaczami, nad wylotem zapinane na guziki. Dwie kieszenie przecięte ukośnie na bocznych polach. W służbie i poza obrębem koszar na kurtce noszono pas główny.
W 1927 wprowadzono dla oficerów wykonany z czarnej, chromowej skóry, skórzany płaszcz przeciwdeszczowy. Zapinany był na dwa rzędy skórzanych guzików i ściągany pasem. Rękawy ze ściągaczami nad wylotem. Po bokach dwie przecięte ukośnie kieszenie. Zwyczajowo nie noszono naramienników.
W 1936 roku wprowadzono nowy wzór kurtki skórzanej dla żołnierzy broni pancernych. Nowa kurtka była wykonana z czarnej, chromowej skóry i sięgała 5 cm powyżej kolan. Kołnierz i naramienniki były z czarnego sukna podszytego od spodu skórą. Pasek miał sprzączkę typu przewijanego.
Na naramiennikach noszono oznaki stopni.

### Kombinezon
Kombinezon był luźnym, jednoczęściowym odzieniem drelichowym, wciąganym z wierzchu na kurtkę i spodnie munduru. Początkowo używano kombinezonów typu cywilnego o barwie granatowej. Z czasem wprowadzono model barwy khaki dla załóg wozów bojowych.
Zapinany był na guziki, w pasie ściągany paskiem. Wyloty rękawów zaopatrzone w ściągacze. Na piersiach umieszczono małe, naszyte kieszenie bez klap. Na nogawkach dwie kieszenie bez klap, w szwach bocznych dwa otwory, umożliwiające sięganie do kieszeni munduru.
Kombinezon dla motocyklistów różnił się nieco od opisu podanego wyżej. Górne kieszenie były wpuszczone ukośnie, z klapami zapinanymi na guziki. Z przodu zapięcie skośne, sięgające od pasa do lewej strony kołnierza.

### Oznaki

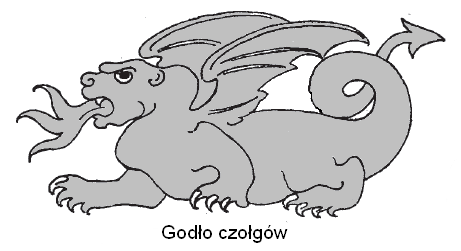
Godło czołgów z 1919 roku

Godło w postaci złotego „chińskiego smoka”, haftowanego na owalu z sukna w kolorze szkarłatnym było pierwszą oznaką polskich oddziałów pancernych. Nosili ją żołnierze przybyli z 1 pułkiem czołgów z Francji na lewym ramieniu kurtki i płaszcza.

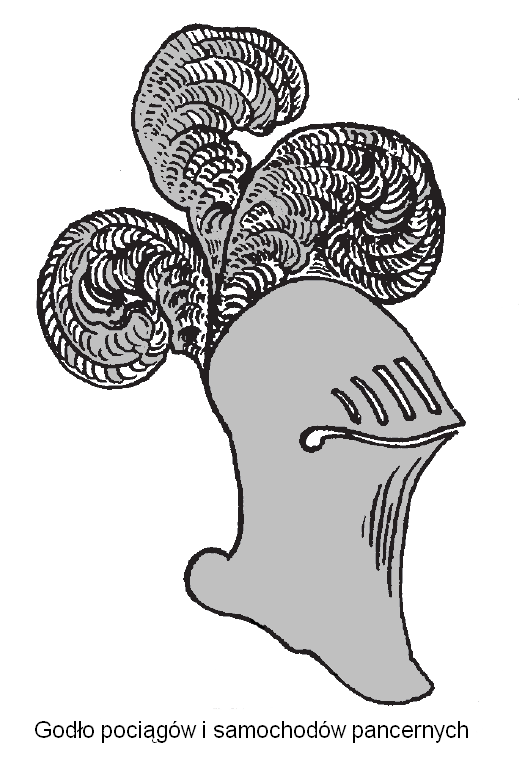
Godło pociągów i samochodów pancernych

Patki broni wprowadzono w 1919 r. (od 1927 r. nazywane były łapkami). Do 1930 r. formacje czołgów wchodziły organicznie w skład piechoty. Do tego roku oficerowie i szeregowcy czołgów nosili na kołnierzach kurtek (bluz) łapki granatowe (sukienne), jak w piechocie, z wypustką sukienną czarną (w piechocie żółtą) oraz paski granatowo-czarne na kołnierzach płaszczy (pasek dolny był w barwie łapki, zaś górny w barwie wypustki). Ponadto na naramiennikach żołnierze nosili numery porządkowe pułków.
4 lipca 1930 M.S.Wojsk. „ustalił dla oficerów i szeregowych czołgów na kołnierzy kurtki (bluzy) i płaszcza proporczyki czarno-pomarańczowe (dla oficerów – aksamitne, dla szeregowych sukienne)”.
Żołnierze dywizjonów samochodów pancernych początkowo nosili na kołnierzach mundurów i płaszczy proporczyki kawaleryjskie pułków, do których należały organizacyjnie i gospodarczo. W 1930 r., podobnie jak czołgiści przyszyli proporczyki broni pancernej.
Załogi pociągów pancernych do 1930 r. na kołnierzu kurtki i płaszcza nosiły barwy artylerii. Z chwilą utworzenia broni pancernej także w tej formacji wprowadzono barwy czarno-pomarańczowe.
Na czapce i spodniach umieszczano szkarłatne wypustki.
Numer pułku dla oficerów i podoficerów haftowano złotą nicią, zaś dla szeregowych wycinano z jasnoniebieskiego sukna.
Oznaki stopni wojskowych
Oznaki stopni noszono na naramiennikach kurtki i płaszcza oraz na nakryciu głowy.
Na naramiennikach:
- generałowie – taśma generalska w poprzek naramiennika przy wszyciu rękawa, powyżej 1 do 3 gwiazdek
- oficerowie sztabowi – dwa srebrne paski (belki) w poprzek naramiennika przy wszyciu rękawa, powyżej 1 do 3 gwiazdek
- oficerowie młodsi – 1 do 3 gwiazdek wzdłuż naramiennika
- chorążowie – 1 gwiazdka, naramiennik obszyty galonem podoficerskim
- starszy sierżant – w środku naramiennika dwa galony w kształcie kąta prostego, naramiennik obszyty galonem podoficerskim
- sierżant – jak starszy sierżant, lecz z jednym kątem
- plutonowy – 3 belki w poprzek
- kapral – 2 belki w poprzek
- starszy szeregowiec – 1 belka w poprzek

Na czapce:
Rogatywka, oprócz orła siedzącego na tarczy amazonek i oznak stopnia, miała naszyte galony – dla oficerów i chorążych dookoła górnej części otoka oraz wzdłuż rogów denka i na krzyż, przez górę do denka. Galony oficerskie były barwy srebrnej, zaś taśma chorążych barwy karmazynowej.
- generałowie – 1 galon oraz srebrna taśma generalska, na otoku 1 do 3 gwiazdek
- oficerowie sztabowi – 2 galony oraz 1 do 3 gwiazdek na otoku
- oficerowie młodsi – 1 galon oraz 1 do 3 gwiazdek na otoku
- chorążowie – 1 karmazynowa taśma oraz 1 gwiazdka na otoku
- podoficerowie i starsi szeregowcy – srebrny haft w postaci kątów lub pasków na podkładce sukiennej barwy karmazynowej

Na berecie:
Oznaki stopni umieszczano poziomo, na czarnej podkładce, poniżej szaro haftowanego orła.
Oznaki oficerskie były haftowane szarą jedwabną nitką, podoficerskie z galonu srebrnego z karmazynowymi brzegami, podchorążych zawodowych z galonu srebrnego. Chorążowie nosili gwiazdkę oficerską powyżej karmazynowej tasiemki o długości 3 cm.

## Sztandary

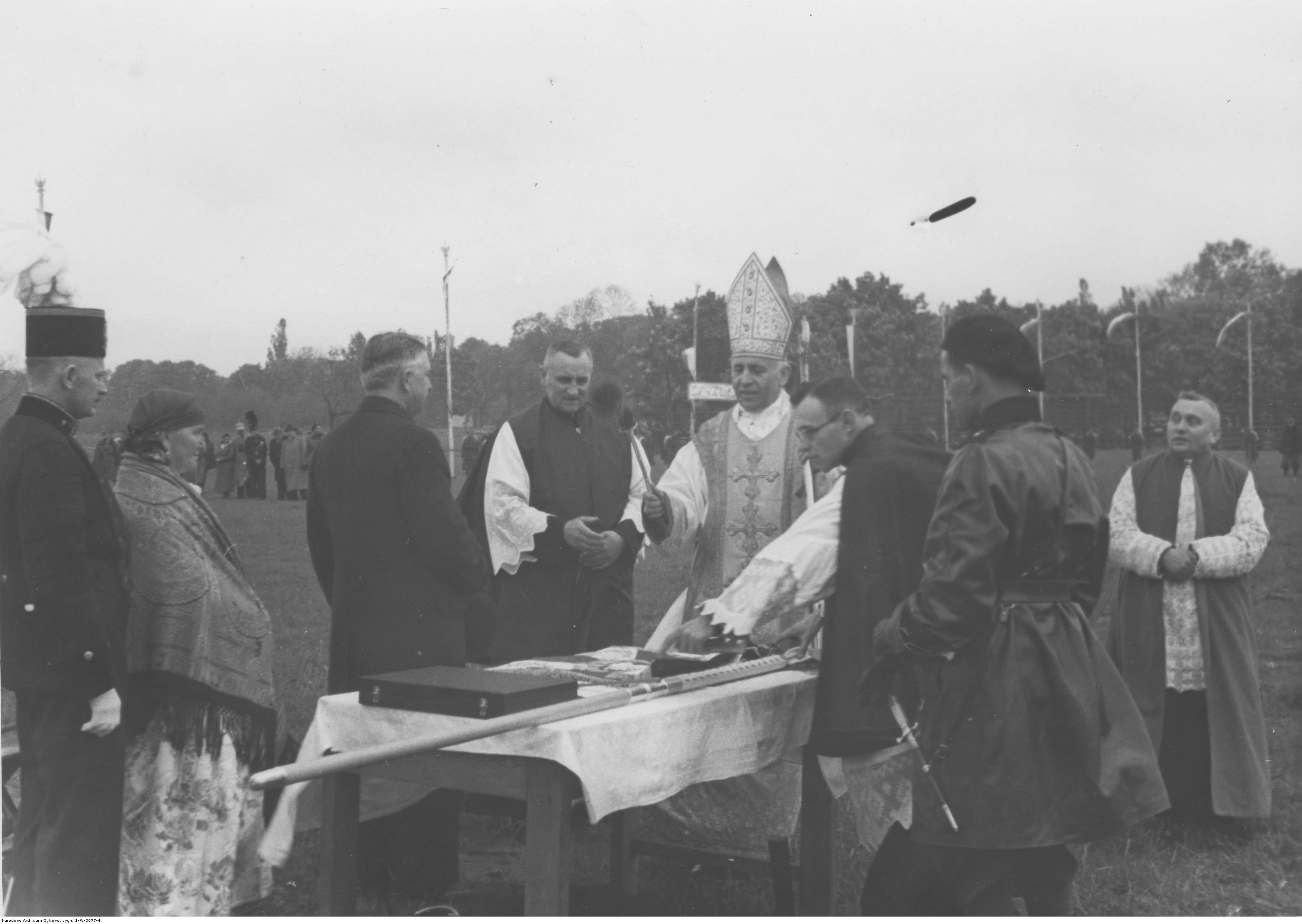
Wręczenie sztandarów jednostkom artylerii i broni pancernej - biskup polowy Józef Gawlina święci sztandar; maj 1938

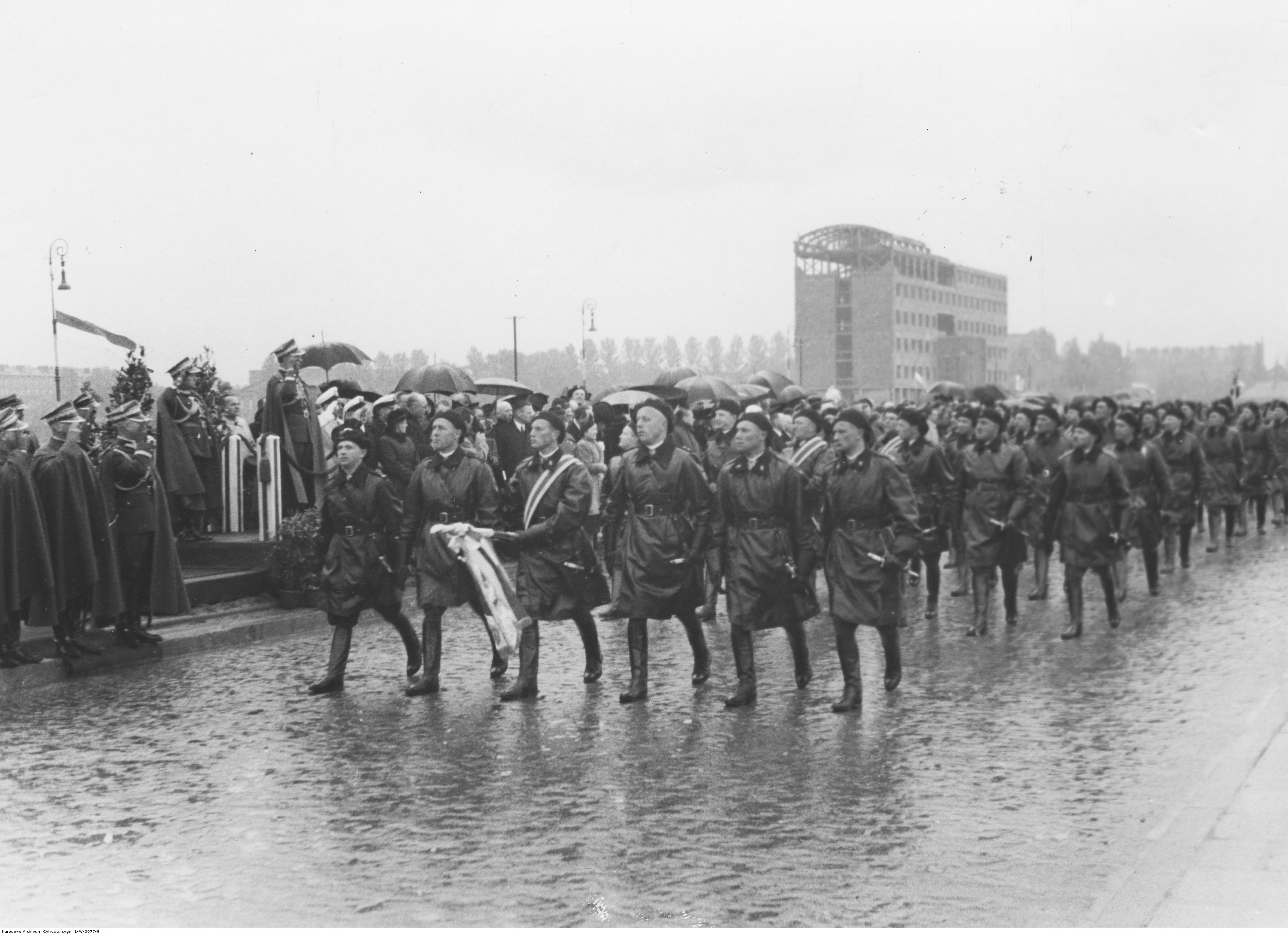
Wręczenie sztandarów jednostkom artylerii i broni pancernej w Warszawie - defilada; maj 1938

Do 1938 oddziały broni pancernej nie miały sztandarów. Za podstawę aktu nadania sztandarów formacjom pancernym przyjęto Dekret Prezydenta RP.
Wprowadzono je zarządzeniem M.S.Wojsk. z 1937. Robiły one wrażenie sztandarów bezimiennych. Nie było na nich numeru, ani nazwy oddziału. Tożsamość sztandarów można było ustalić jedynie na podstawie odznaki pamiątkowej. Wręczono je oddziałom broni pancernej 26 maja 1938 roku w Warszawie.
Sztandar posiadał:
Na prawej stronie płatu sztandaru, na białych tarczach pomiędzy ramionami krzyża kawalerskiego, był umieszczony w czterech rogach, w mniejszych wieńcach wawrzynu, „Znak Pancerny” haftowany srebrem.
Na lewej stronie płatu sztandaru, w rogach na tarczy, miały być:
- w prawym górnym rogu na tarczy – wizerunek Matki Boskiej
- w prawym dolnym rogu na tarczy – godła miejscowości związanej z historią oddziału
- w lewym dolnym rogu – odznakę pamiątkową oddziału

Pozostałe pola oddział pancerny mógł wykorzystać na własne emblematy
Na przedniej ścianie podstawy orła zamiast cyfry oddziału znajdował się „Znak Pancerny”.
Gwoździe sztandarów, napisy na nich i osoba wbijająca:
- 1 gwóźdź (złoty) – w Imię Trójcy Przenajświętszej – ks. biskup polowy Józef Gawlina
- 2 gwóźdź (srebrny) – prezydent Rzeczypospolitej[a]
- 3 gwóźdź – generalny inspektor Sił Zbrojnych
- 4 gwóźdź – minister spraw wojskowych – gen. dyw. Tadeusz Kasprzycki
- 5 gwóźdź – inspektor armii
- 6 gwóźdź – dowódca OK
- 7 gwóźdź – szef departamentu
- 8 gwóźdź – dowódca dywizji
- 9 gwóźdź – wojewoda
- 10 gwóźdź – starosta lub burmistrz miasta
- 11 gwóźdź – prezes Komitetu Fundacyjnego Sztandaru
- 12 gwóźdź – dowódca jednostki organizacyjnej
- 13 gwóźdź – zastępca dowódcy
- 14 gwóźdź – oficer jednostki
- 15 gwóźdź – podoficer jednostki
- 16 gwóźdź – szeregowiec jednostki

Wrześniowe losy sztandarów
Większość sztandarów utracono. Przed przekroczeniem granicy węgierskiej, sprawujący bezpośredni nadzór nad sztandarami wcześniej zdeponowanymi w Ośrodku Zapasowym nr 3, chor. Majchrzak, otrzymał rozkaz od nieznanego mu pułkownika spalenia przewożonych sztandarów. Zniszczeniu uległy wówczas sztandary 1, 2, 5 i 8 Batalionu Pancernego oraz Szkoły Podchorążych Broni Pancernej.

## Odznaki

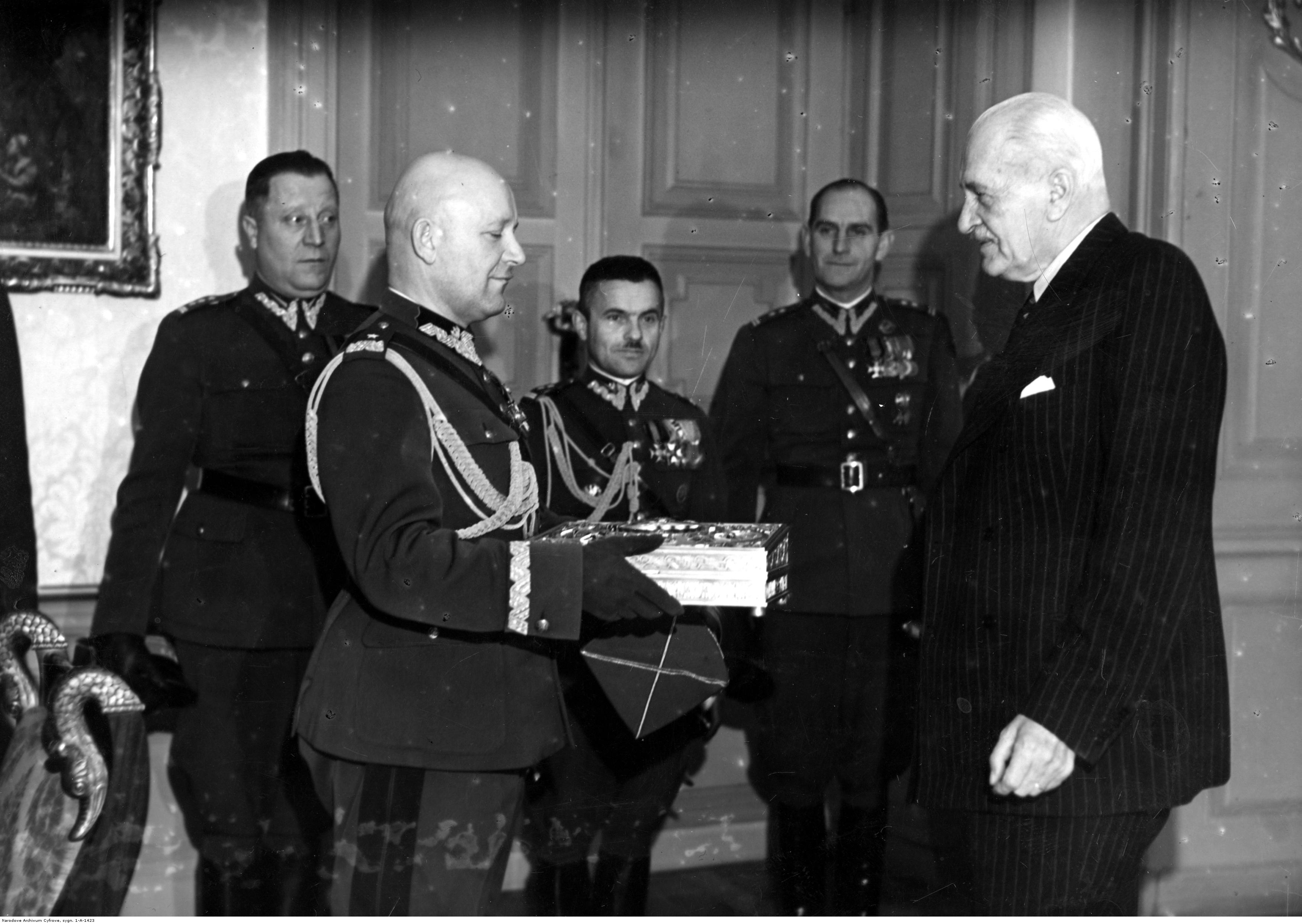
Wręczenie prezydentowi RP Ignacemu Mościckiemu odznak oddziałów pancernych przez gen. Stanisława Kozickiego 15 grudnia 1938

Odznaka pamiątkowa w Wojsku Polskim przysługiwała żołnierzom spełniającym określone warunki. Prawo do otrzymania odznaki pamiątkowej przysługiwało oficerom i szeregowym danej formacji, którzy służyli w niej na froncie przez 3 miesiące, bądź też po odsłużeniu 1 roku w czasie pokoju lub po odbyciu 2 ćwiczeń rezerwy.
Pierwszą odznaką pamiątkową była odznaka 1 pułku czołgów Błękitnej Armii. Miała postać srebrnego, gotyckiego orła ze złotą tarczą na piersiach. Tarcza podzielona poziomo, w górnej części boczny widok czołgu Renault FT, w dolnej smok. Poniżej data „1 maja 1919”. Odznaka była nadawana do połowy maja 1920 roku.
Odznaka w postaci srebrnego smoka zawieszonego na łańcuszku, została zatwierdzona dla oficerów formacji czołgowych w sierpniu 1925. Była nadawana do października 1932.
W 1932 wprowadzono tzw. Znak Pancerny. Odznaka wykonana w postaci srebrnego, uskrzydlonego ramienia pancernego trzymającego miecz. Całość umieszczono w kole zębatym.Nadawana była przez Ministra Spraw Wojskowych na wniosek dowódcy broni pancernych.

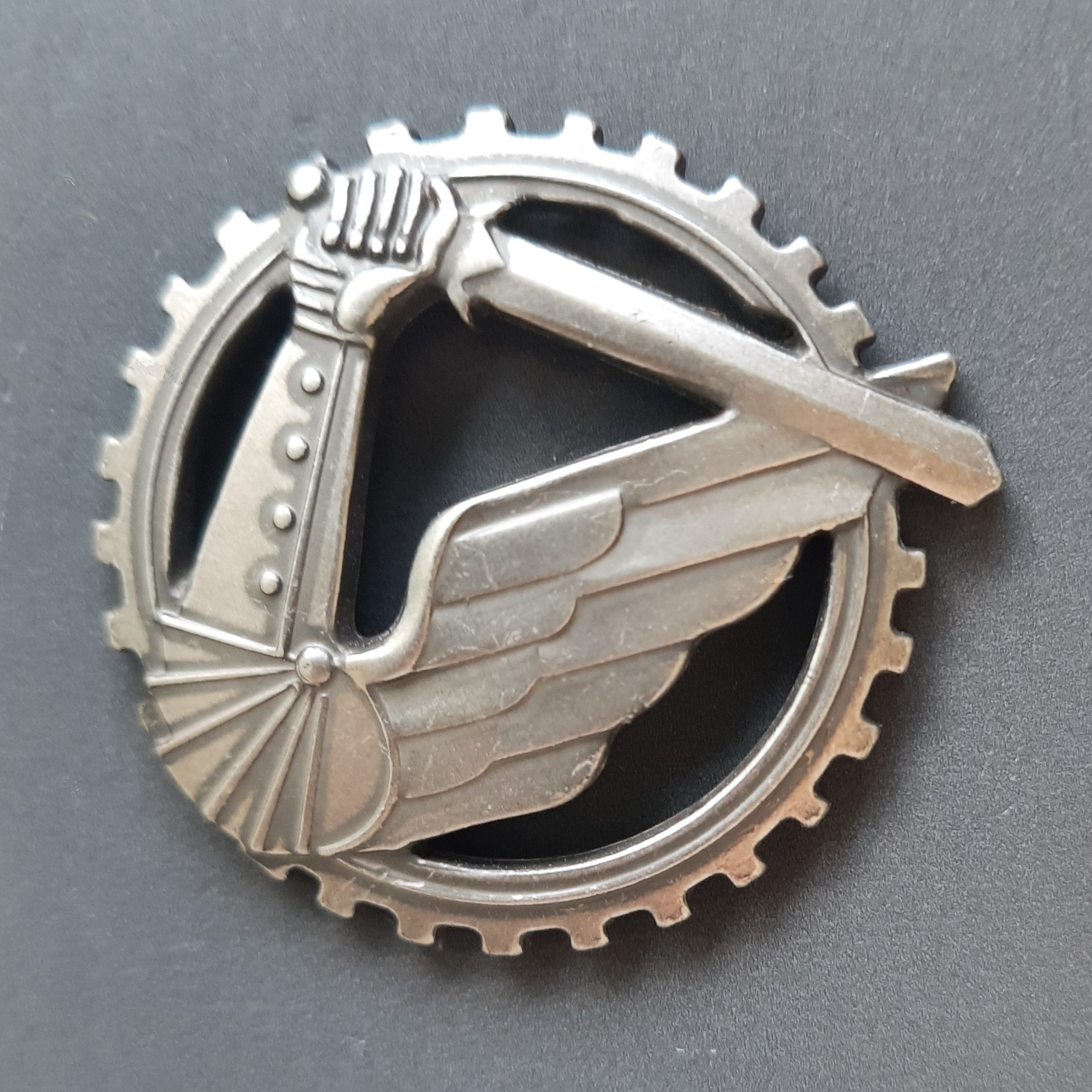
Znak Pancerny
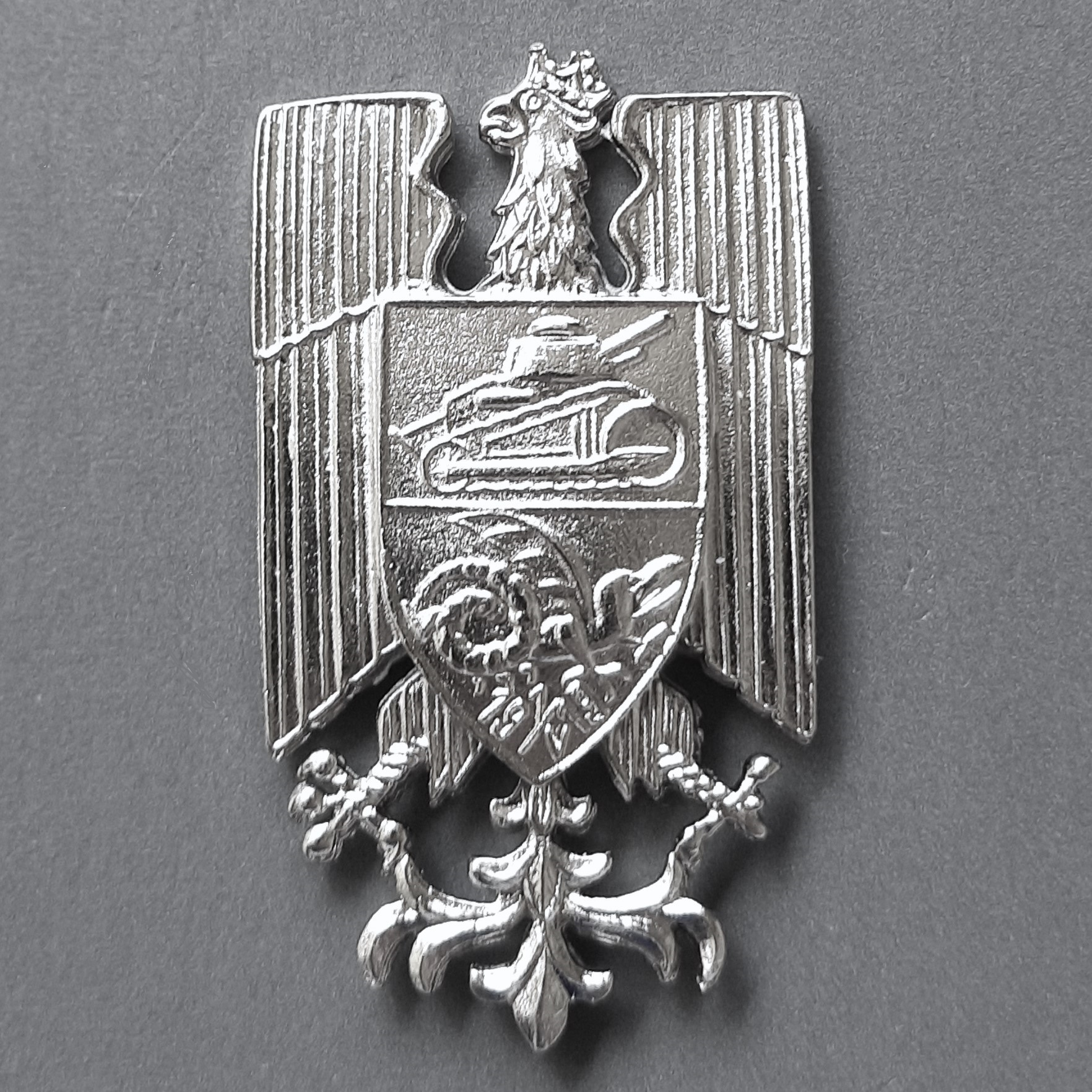
1 pułk czołgów
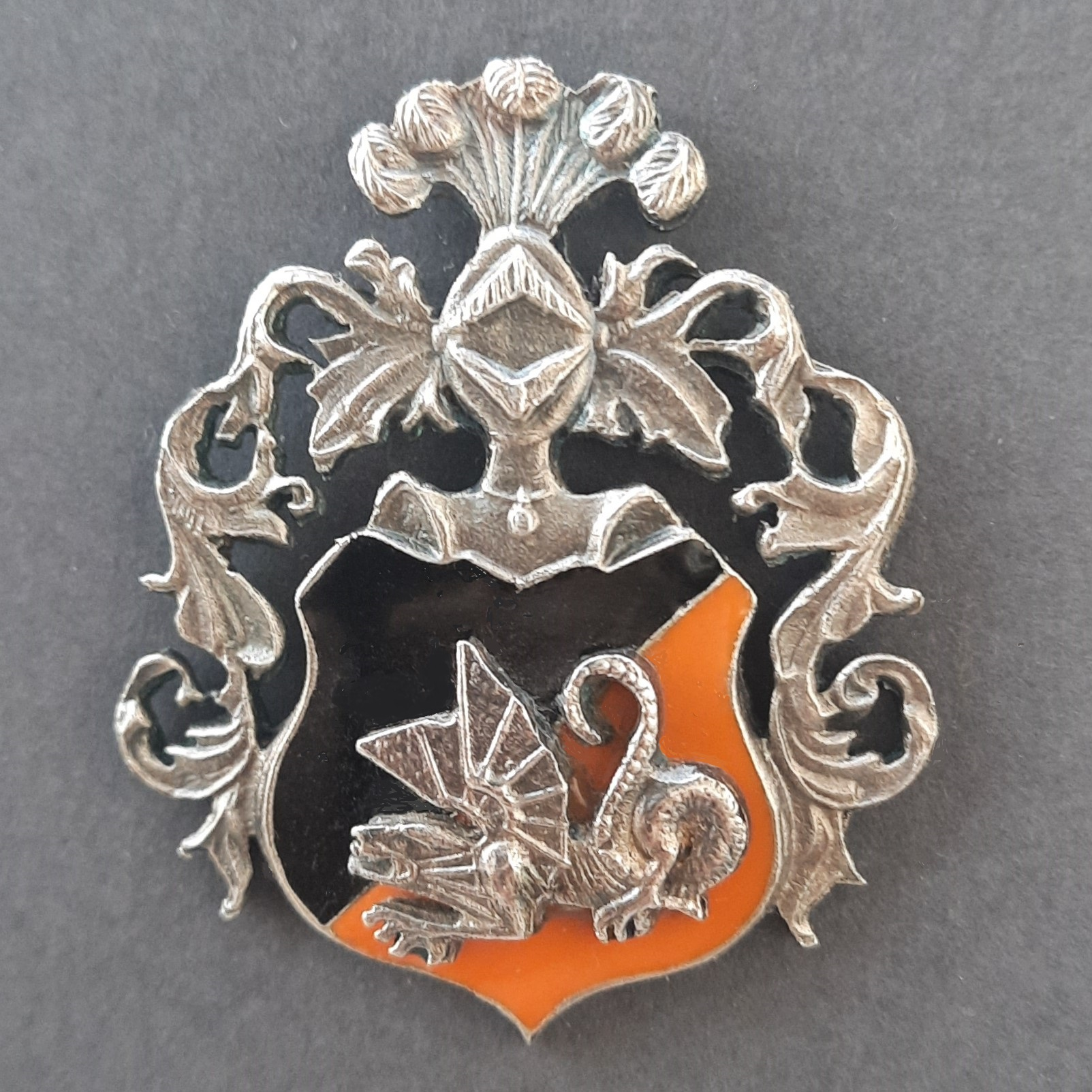
1 batalion pancerny
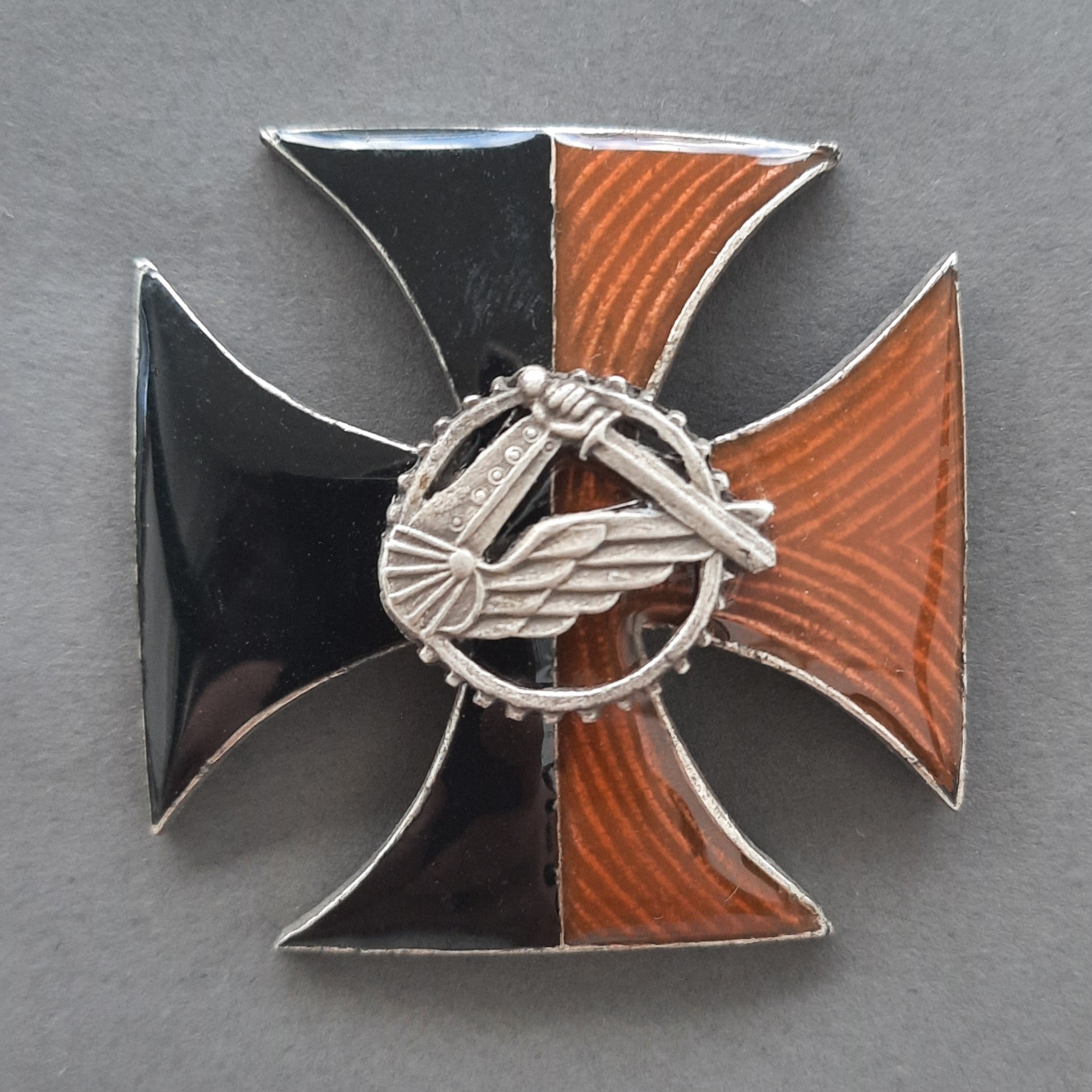
2 batalion pancerny
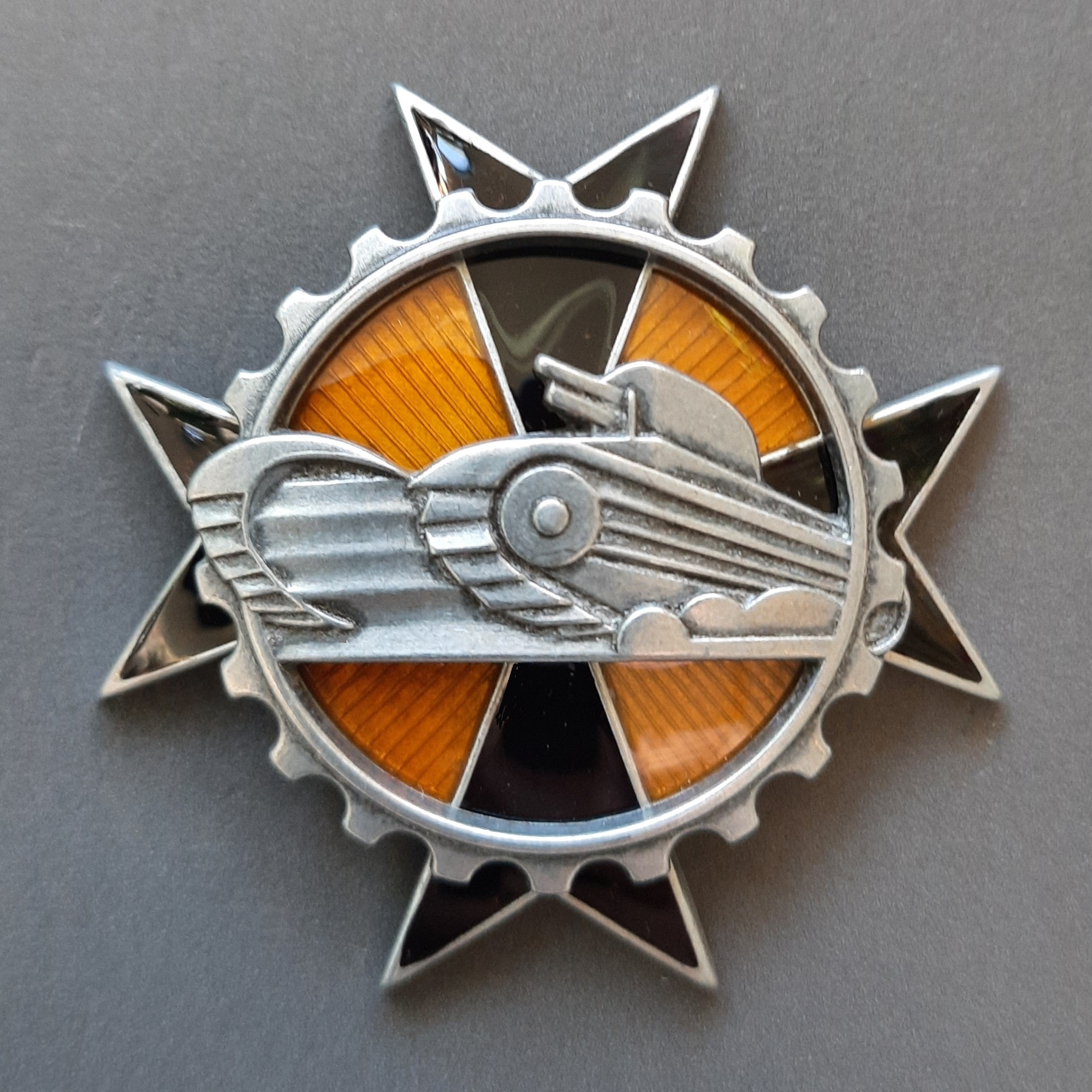
3 batalion pancerny
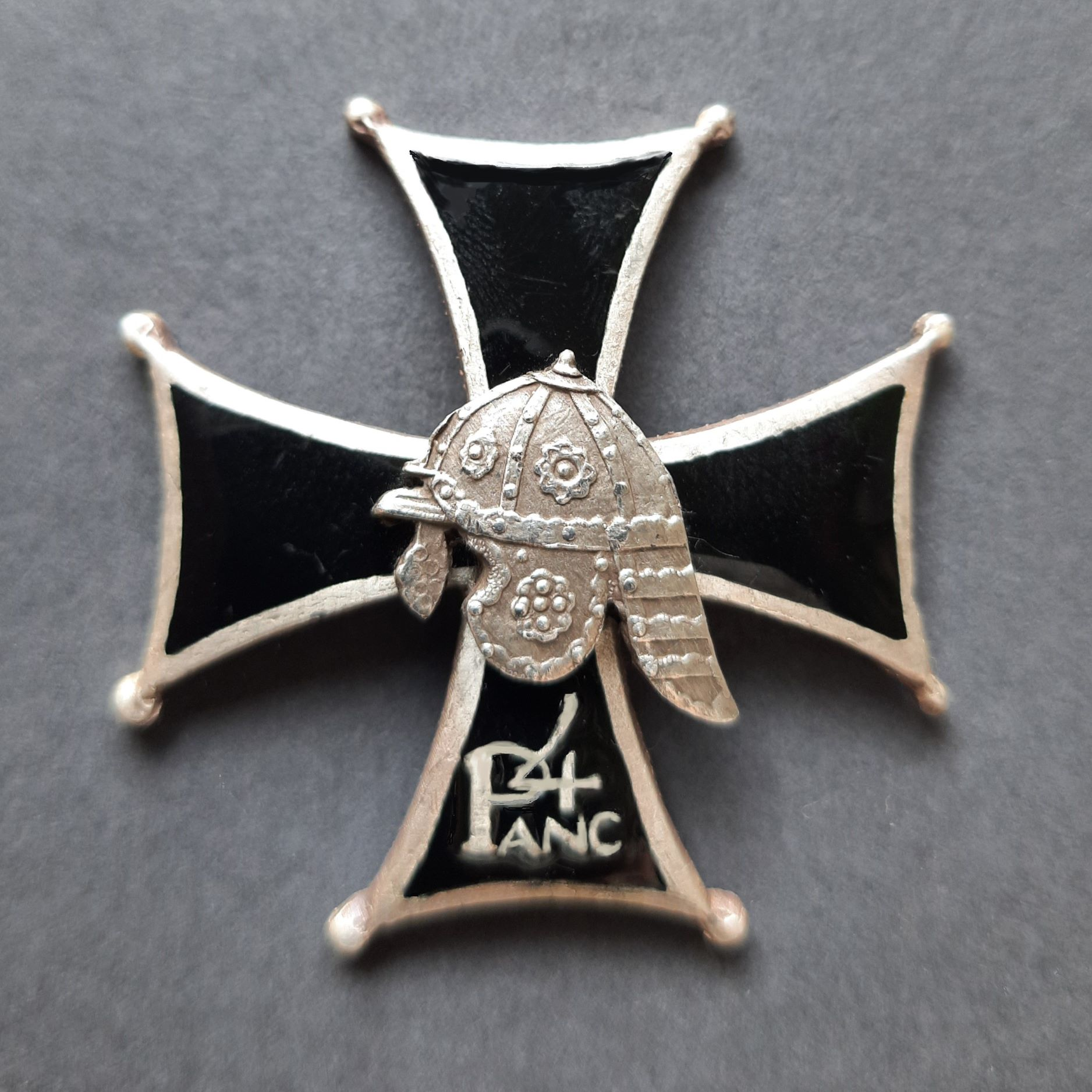
4 batalion pancerny
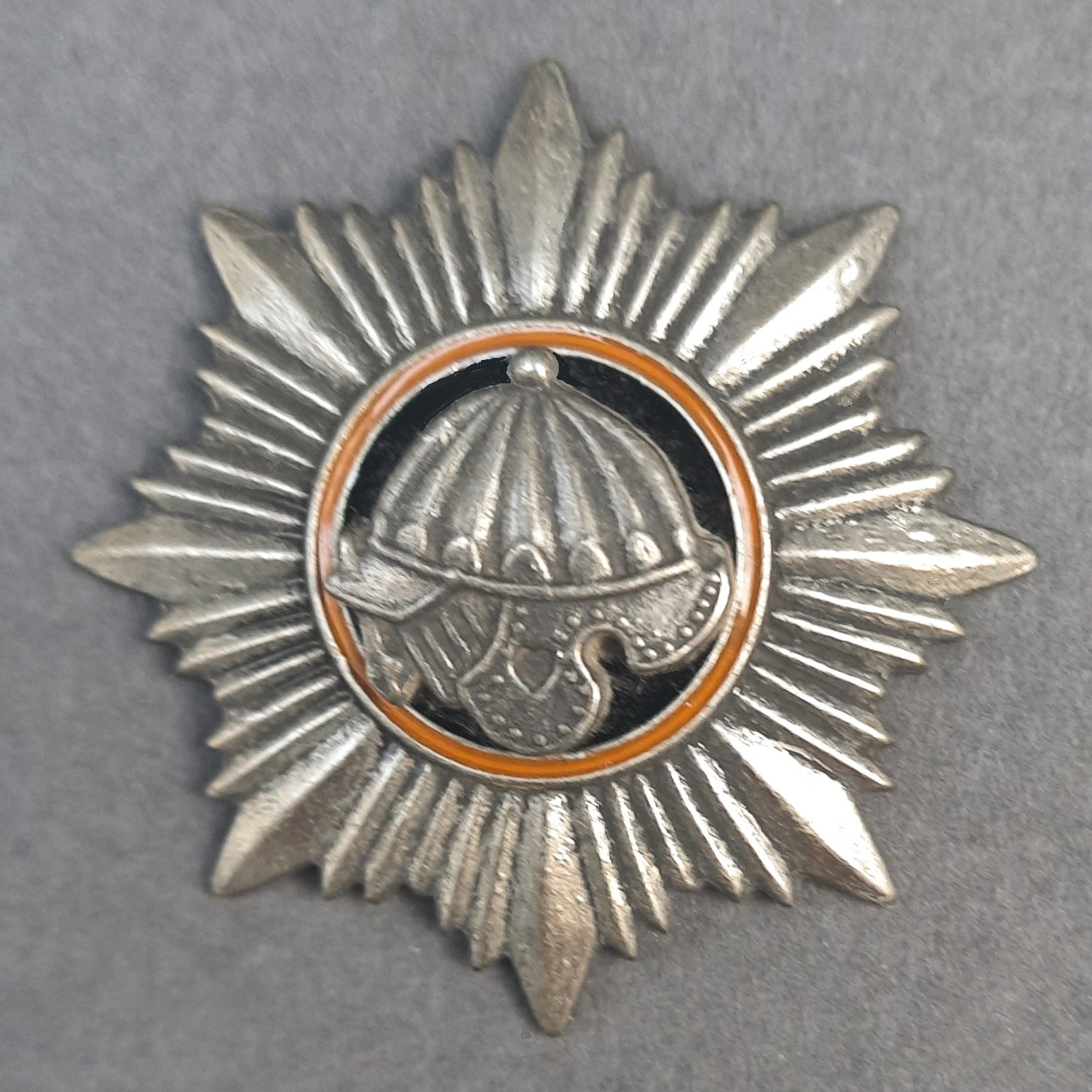
5 batalion pancerny
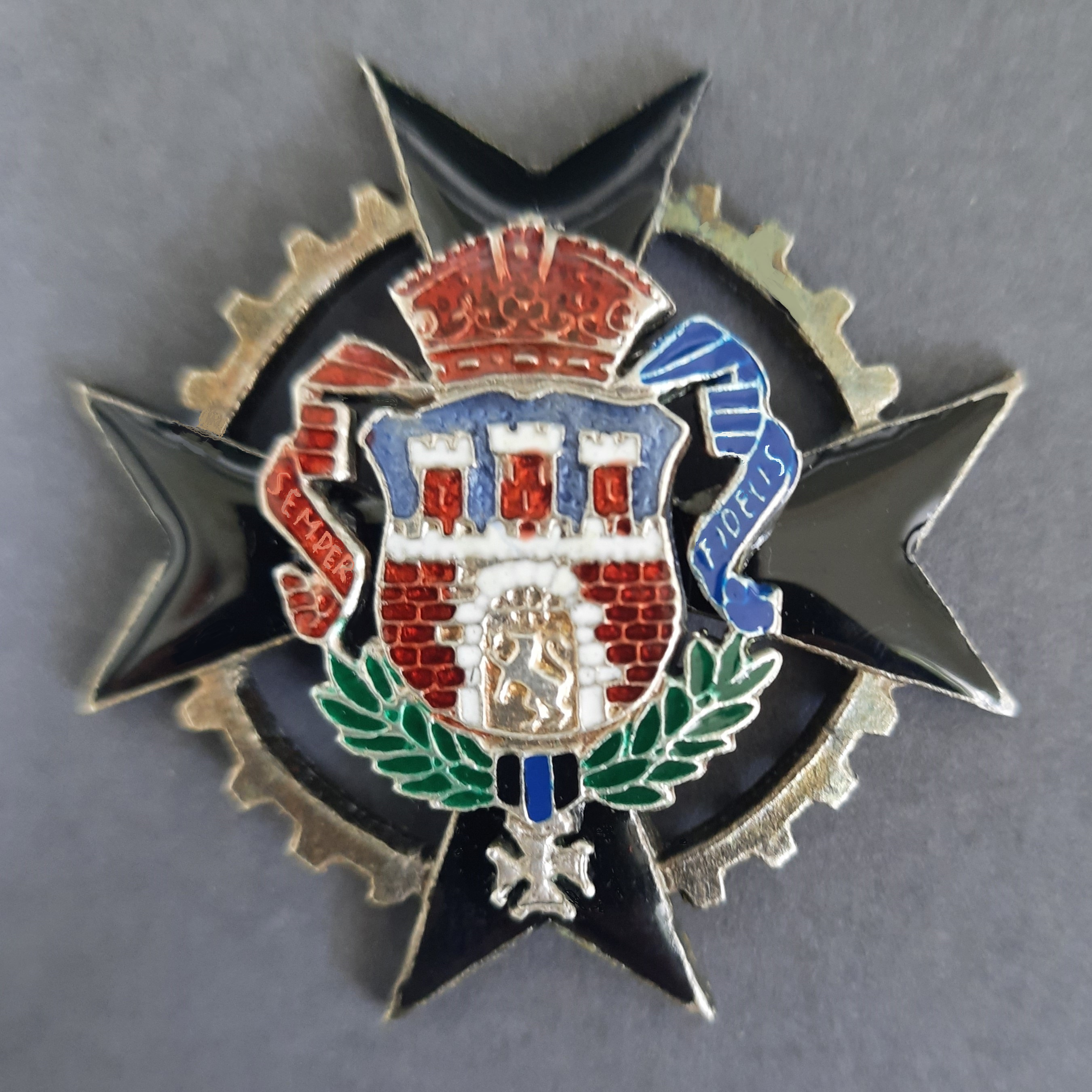
6 batalion pancerny
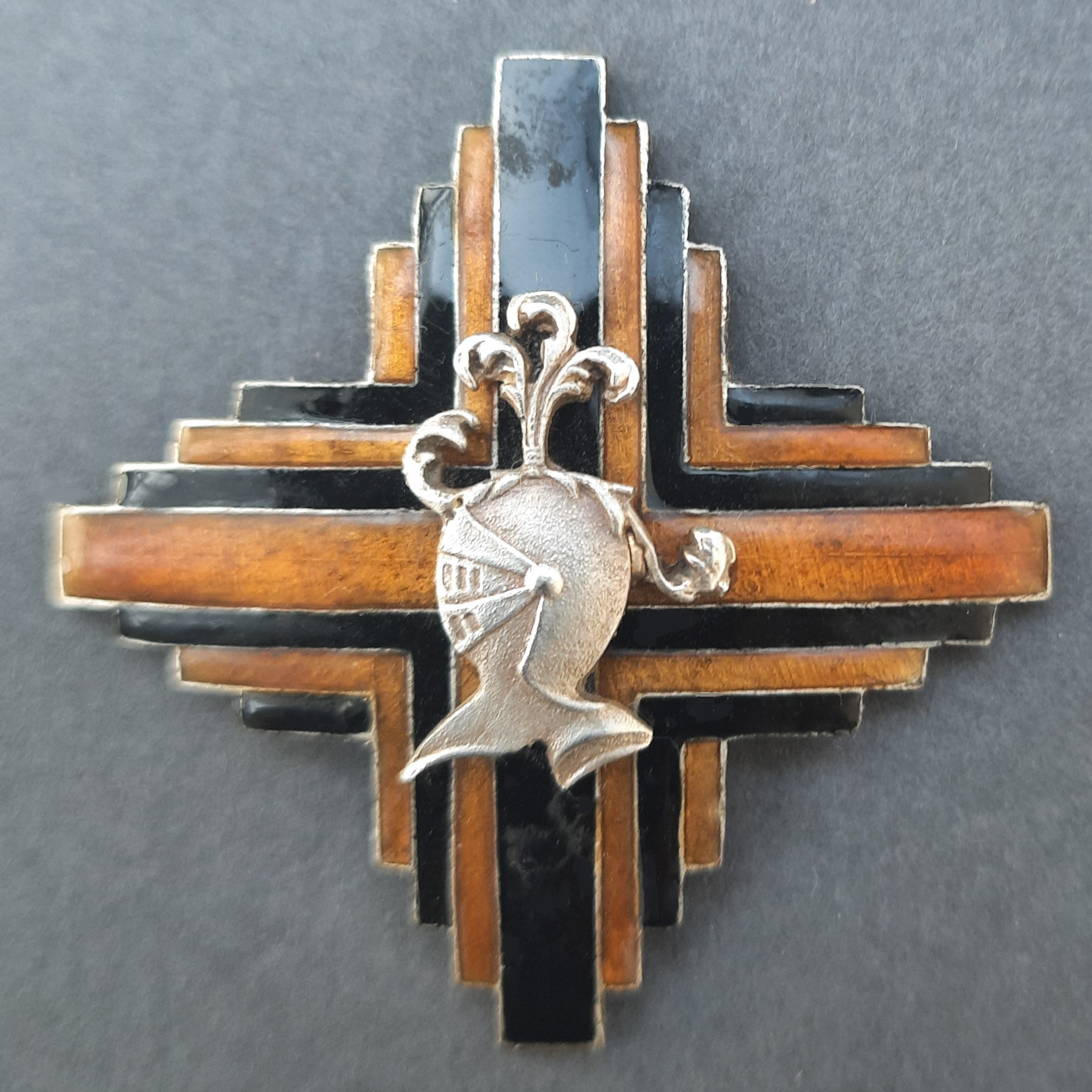
7 batalion pancerny
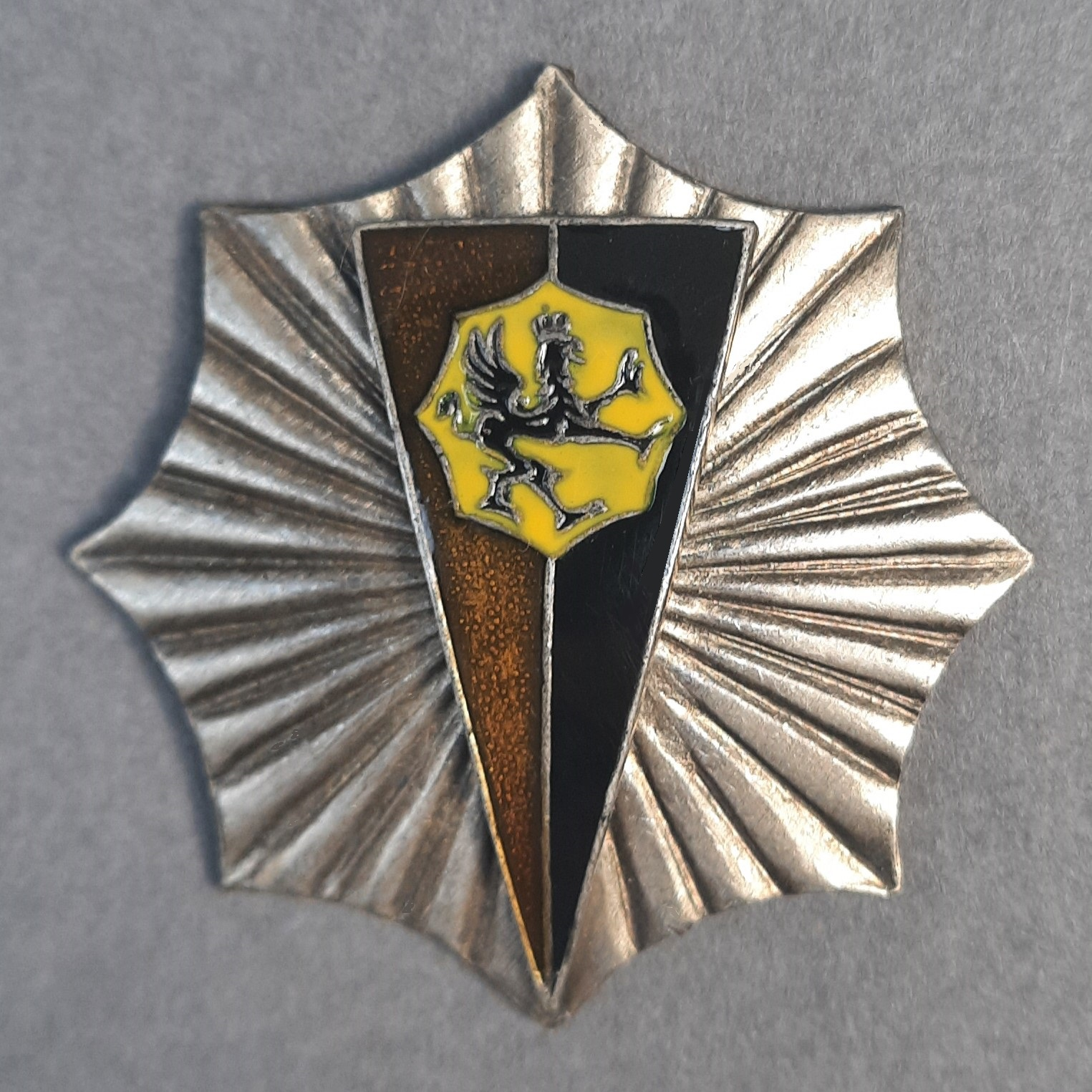
8 batalion pancerny
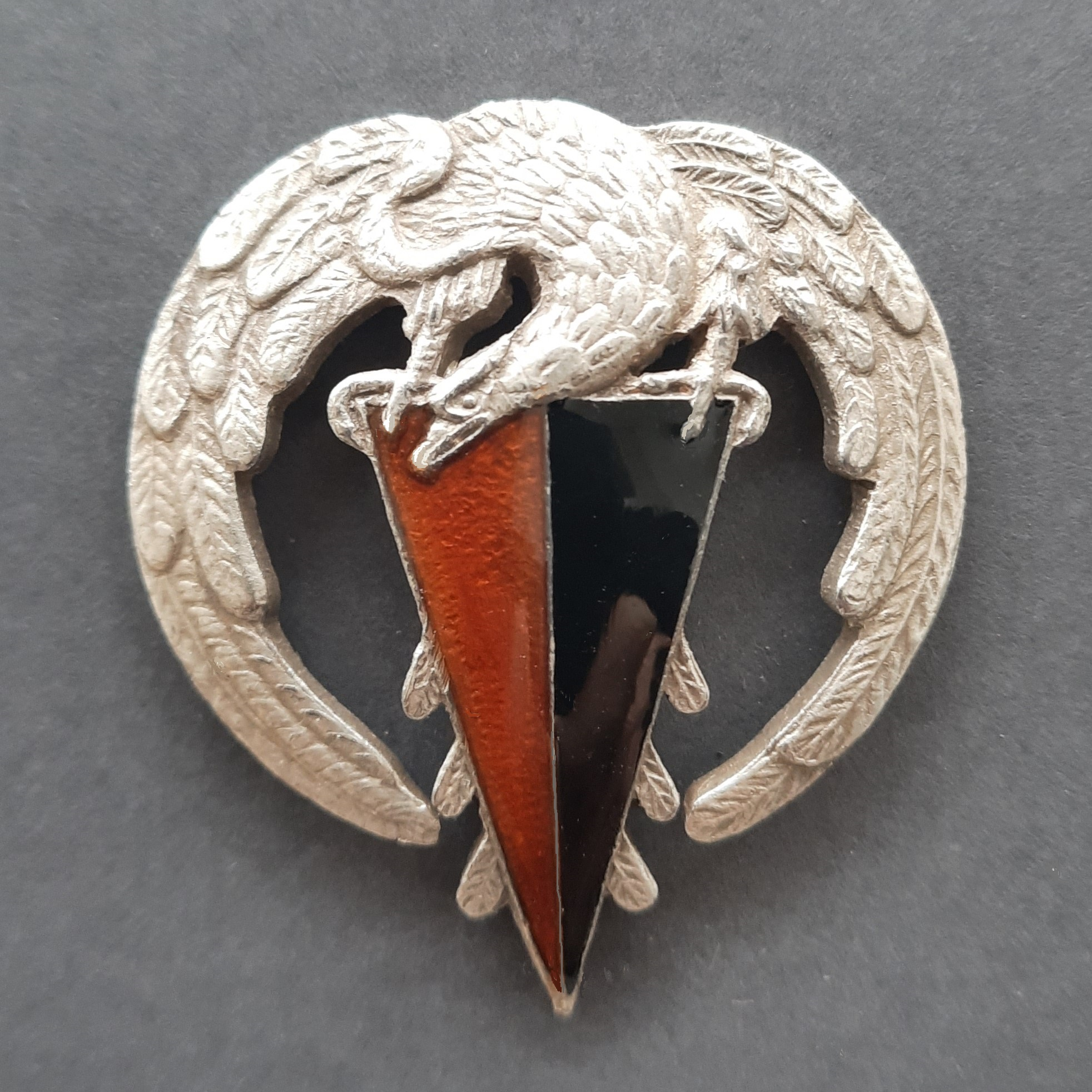
9 batalion pancerny
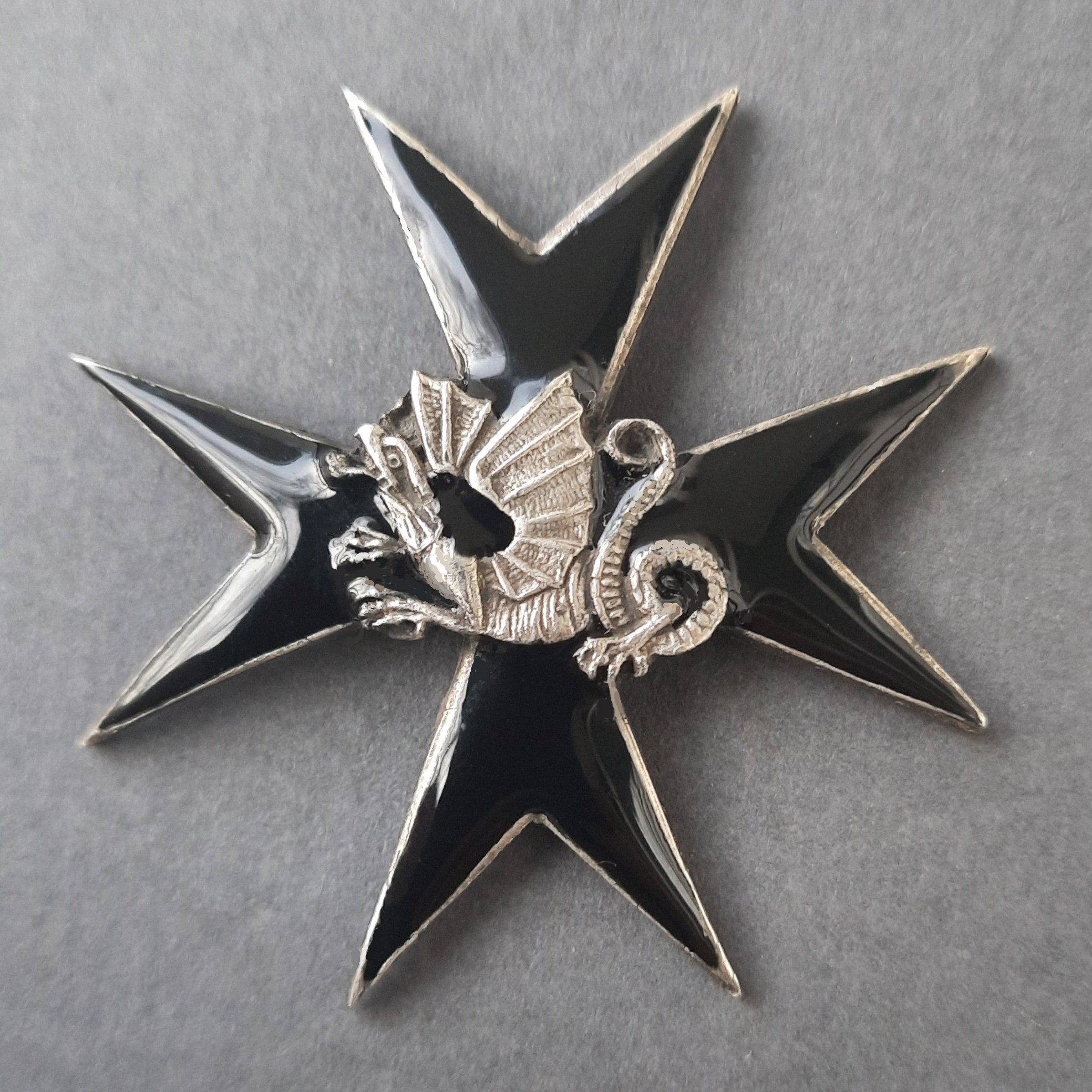
10 batalion pancerny
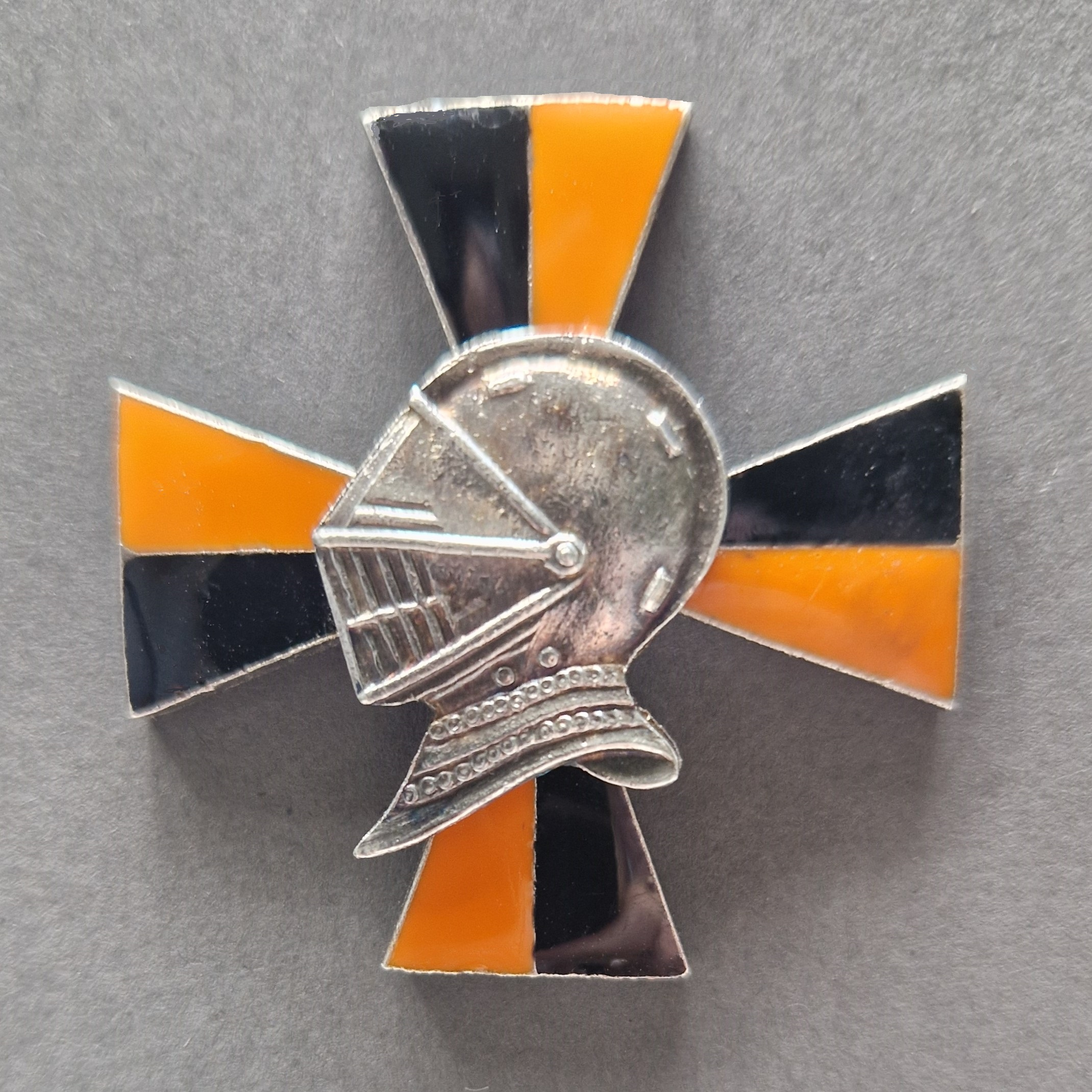
12 batalion pancerny
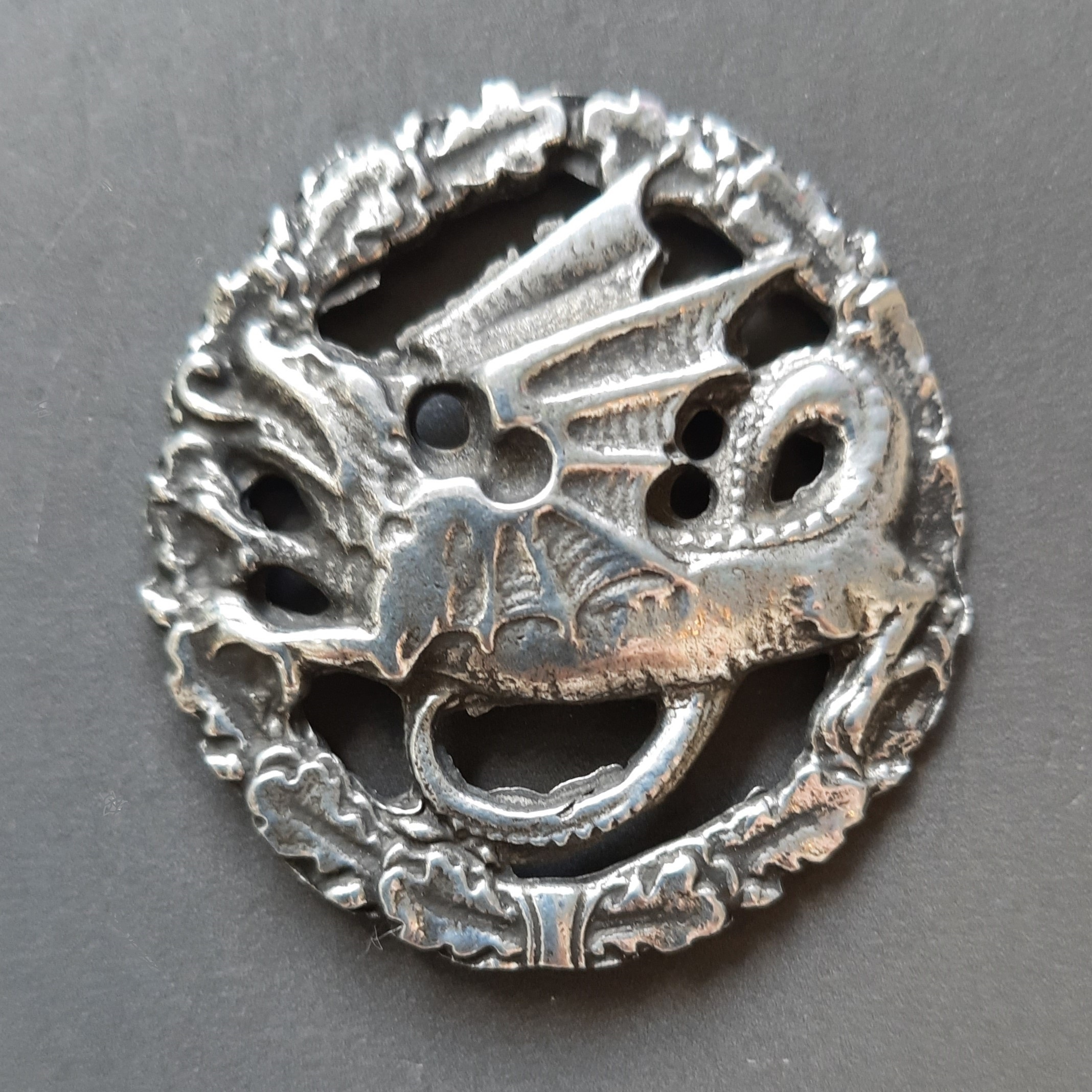
CWBPanc.

## Muzea
Historia broni pancernej II RP, sprzęt oraz materiały archiwalne związane z tą tematyką są eksponowane w zbiorach kilku polskich muzeów:
- Muzeum Polskiej Techniki Wojskowej mieszczącego się w Forcie IX Czerniaków w Warszawie – stała ekspozycja pt. „Polska broń pancerna 1918–1945” zawierająca ponad 200 pamiątek po polskich siłach pancernych, z uwzględnieniem okresu lat 1918–1939, jednostek PSZ na Zachodzie w latach 1939–1945, oddziałów pancernych AK i jednostek pancernych ludowego Wojska Polskiego na froncie wschodnim 1943–1945[28].